# Juízo Final (Michelangelo)
O Juízo Final é um afresco do pintor renascentista Michelangelo Buonarroti, feito entre 1536 e 1541 por encomenda do Papa Clemente VII, estendendo-se por mais de 165 metros quadrados, contemplando toda a parede do altar da Capela Sistina. O afresco  retrata a Parúsia, evento central da escatologia cristã, onde Cristo desceria dos céus a fim de cumprir sua promessa de retornar à terra, pela segunda vez, para julgar os vivos e os mortos e estabelecer uma nova Era do Reino de Deus.
A obra foi encomendada durante um período turbulento para a Igreja Católica, a ascensão do luteranismo e suas outras vertentes, concebidas através da Reforma Protestante,  abalaram o catolicismo e a autoridade da Igreja passou a ser questionada. Em resposta, a Reforma Católica/contrarreforma ganha força, a fim de reafirmar os princípios e dogmas da doutrina, fortalecendo a fé dos fiéis e buscando combater heresias.

## Descrição
A pintura é composta por mais de quatrocentas figuras, dispostas em moção circular ao redor de Cristo, enfatizando o caráter categórico do julgamento, uma vez que, só há dois caminhos possíveis a serem seguidos, o de subida em direção ao Reinos céus, ou o de descida rumo à condenação eterna.  Por sua grandiosidade, o afresco pode ser dividido em segmentos para ser melhor compreendido.

## Faixa Superior

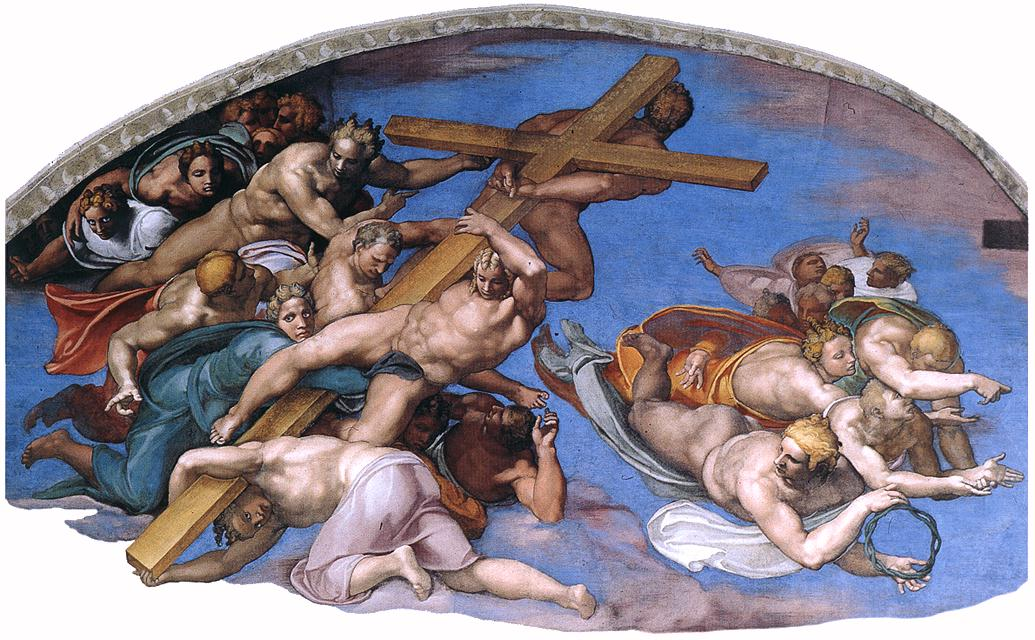
Anjos com os símbolos da Paixão, luneta esquerda

A porção superior da pintura, duas lunetas, ocupadas por grupos angelicais que conduzem os símbolos da Paixão de Cristo. Na esquerda, dois grupos dividem a tarefa, dezesseis figuras se encarregam da cruz onde cinco dessas, carregam-na fisicamente: aquela na parte superior com as costas viradas, mais abaixo, aquela com o corpo nu atravessado na composição e aquela de semblante sério e compenetrado, na base da estrutura encontra-se mais duas figuras, uma vestida de verde e a outra ajoelhada, com a cabeça  torcida para baixo, que fixam o público. Mais à direita há outro grupo composto por quatro figuras principais mais cinco ao redor que trazem a coroa de espinhos.

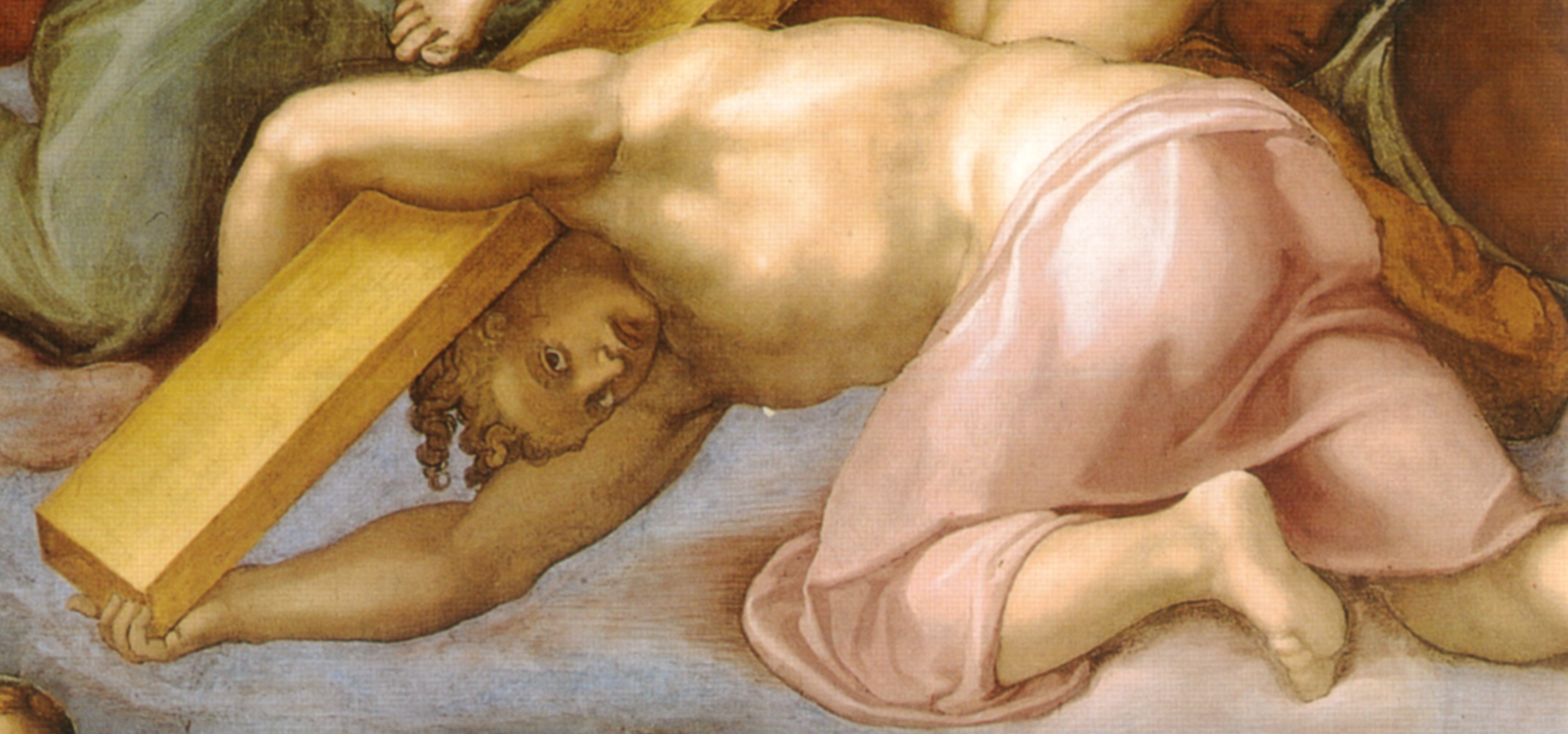
Anjo carregando a cruz, detalhe
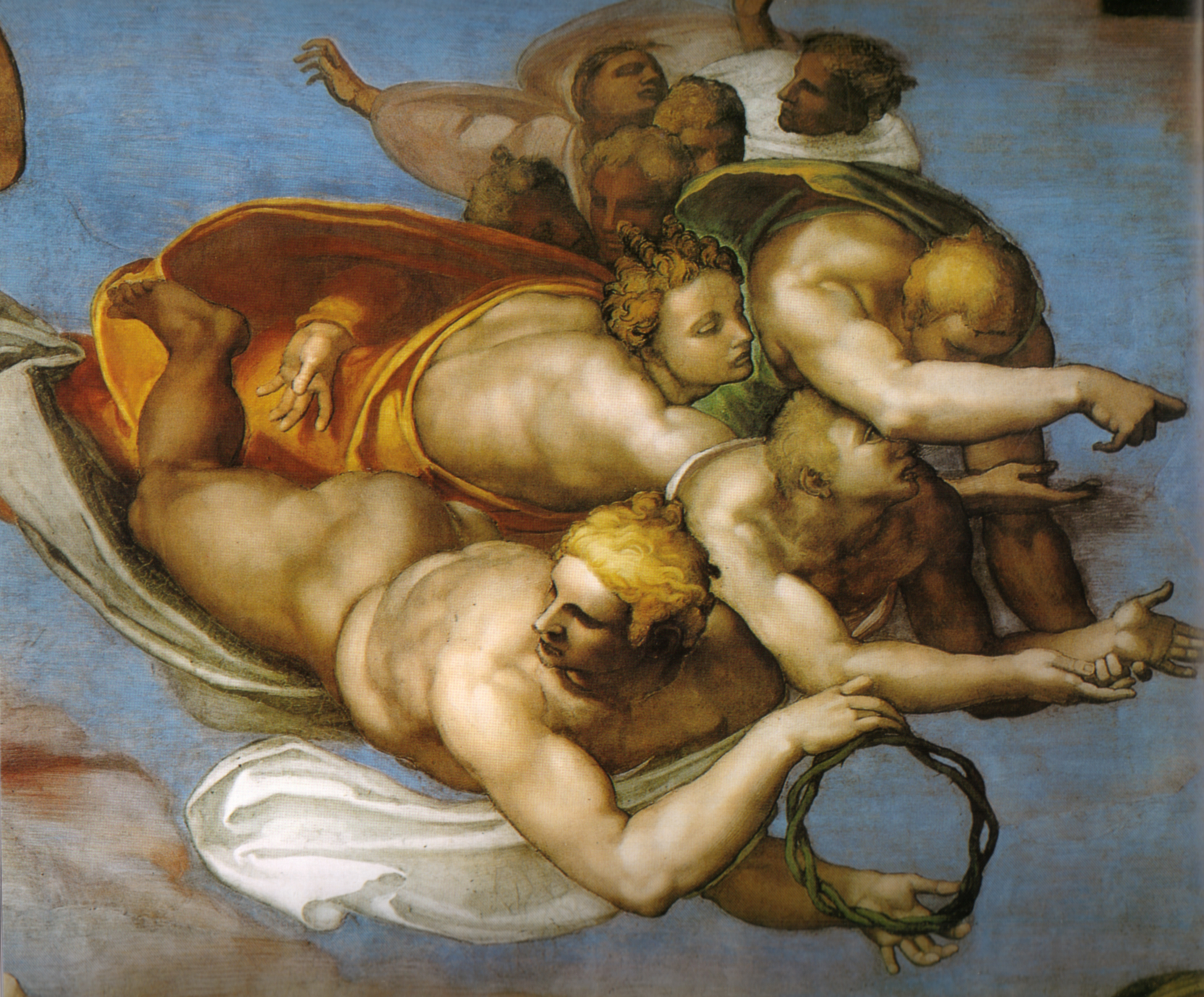
Anjos com a coroa de espinhos, detalhe

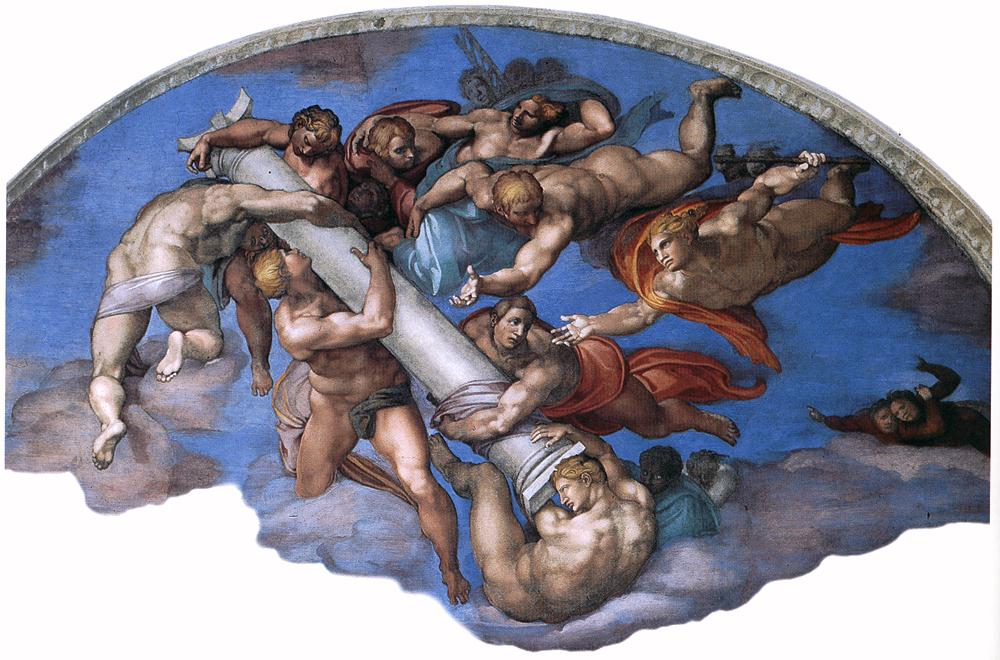
Anjos com os símbolos da Paixão, luneta direita

Na luneta direita alguns anjos transportam a coluna da flagelação, cinco são os agentes principais da ação: No capitel há um de cabeça baixa que parece apoiar o objeto no colo e outro, de rosto torcido e olhos arregalados que o apoia no ombro. No fuste, mais duas figuras dividem o esforço, uma, um pouco abaixo do capitel, que ergue a coluna nos braços, enquanto a outra, mais abaixo à direita, envolve-a com um pano. Na base, apenas um anjo realiza o esforço de sustentar a coluna, sua face é de concentração enquanto seu corpo se contorce ao executar o trabalho. Mais acima à direita, estão outros dez anjos, onde quatro se destacam: dois de olhares sisudos envoltos por tecidos e dois nus que se esticam em direção ao centro da pintura, dos quais um deles carrega o bastão em que foi posta a esponja imbuída em vinagre, oferecida para Jesus. Em segundo plano, podemos ver a escada usada para retirar o corpo de Cristo da cruz entre as outras sete figuras borradas, que se perdem na composição.

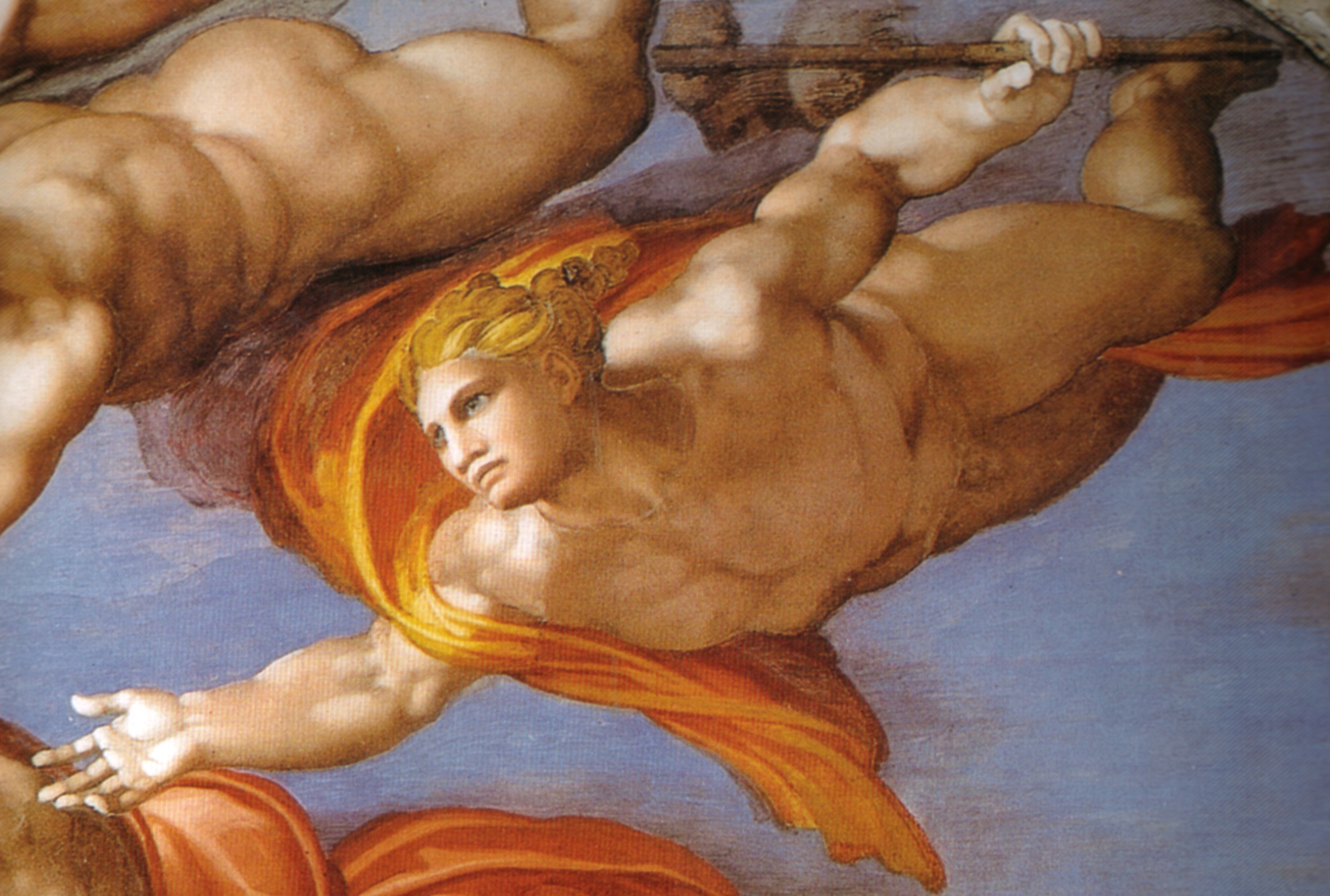
Anjo com bastão, detalhe
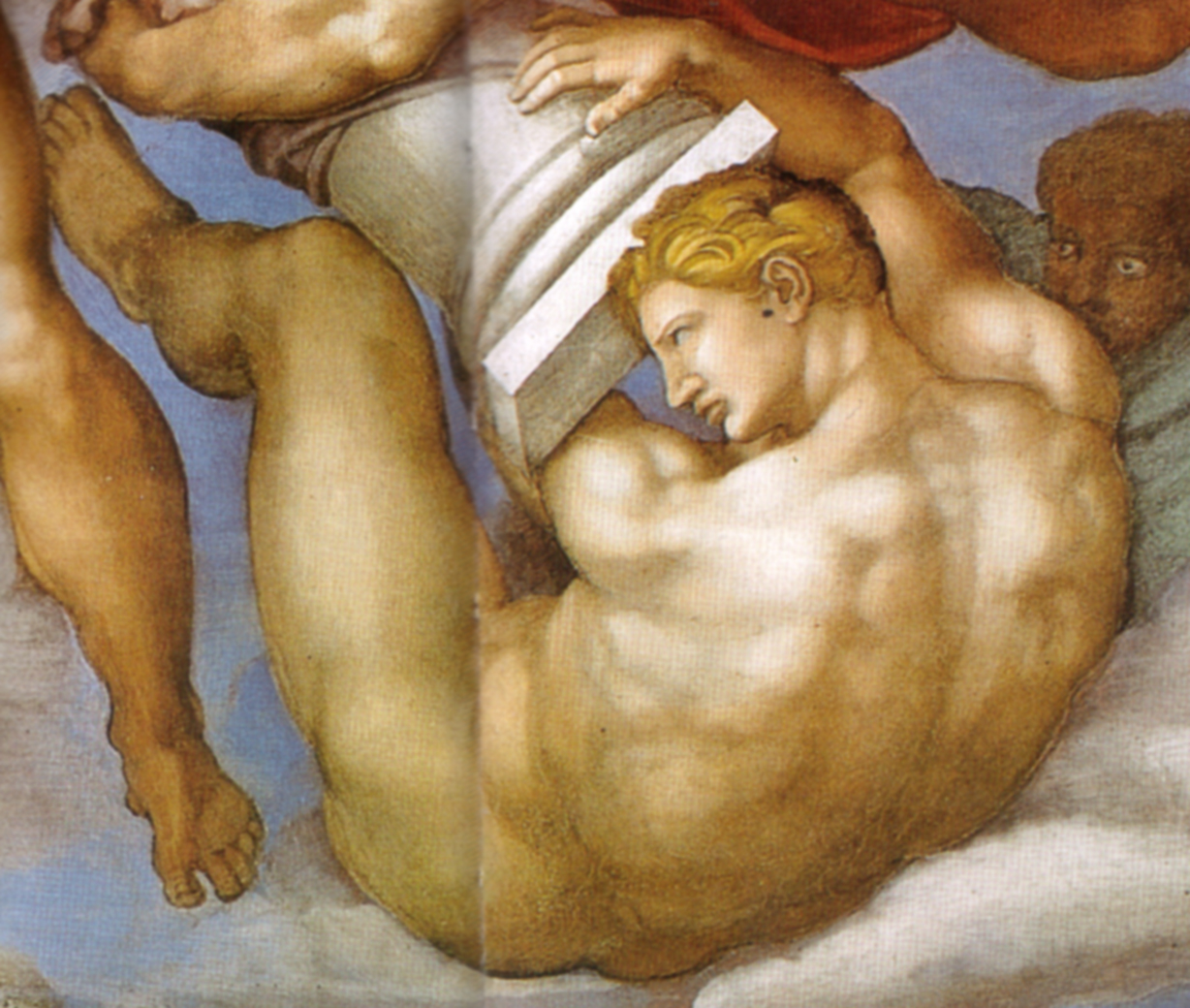
Anjo na base da coluna, detalhe
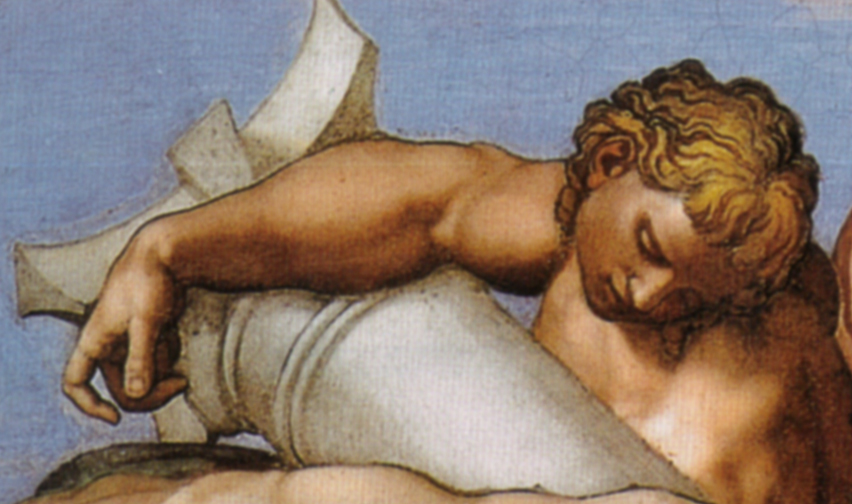
Anjo no capitel da coluna, detalhe
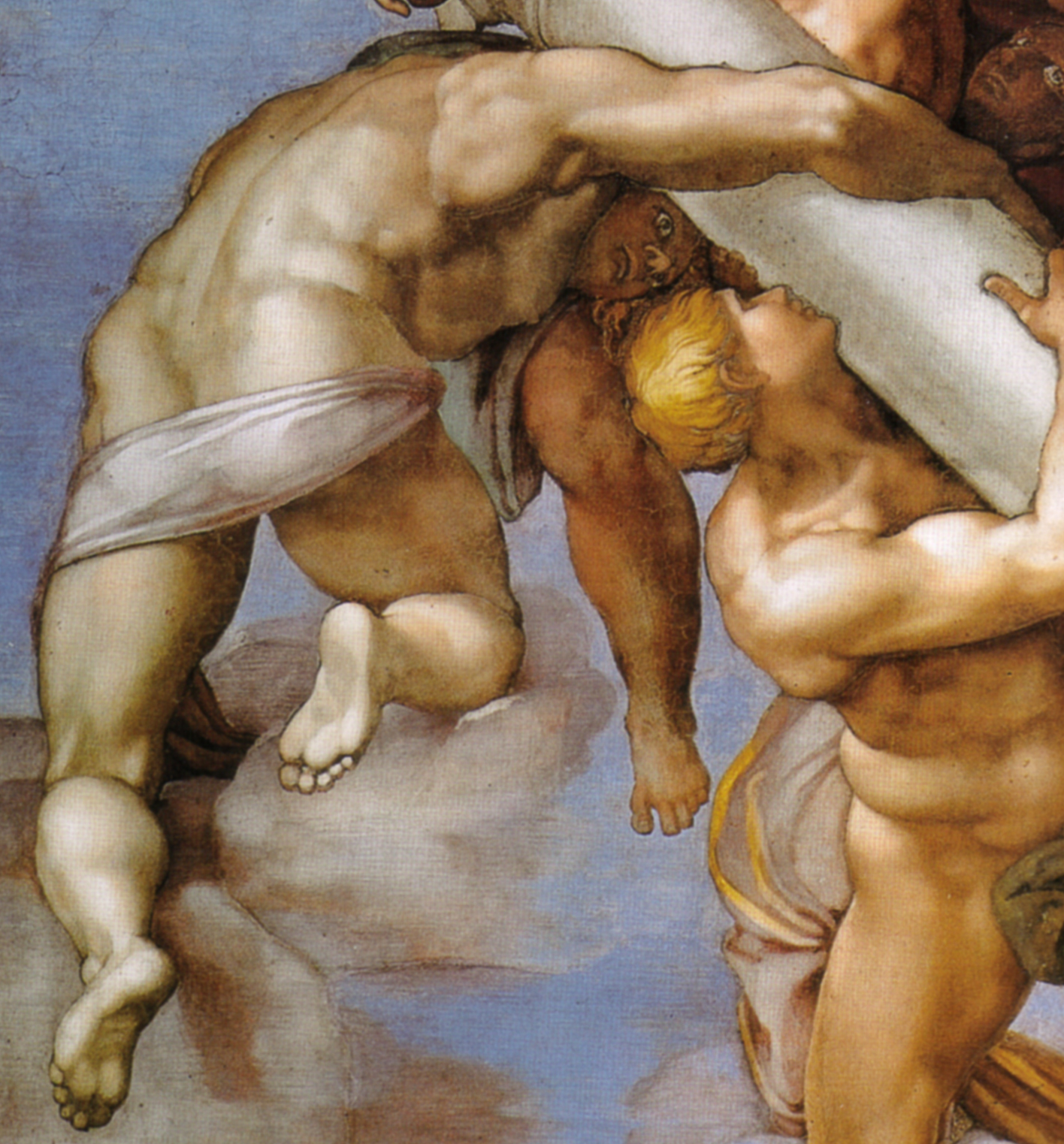
Anjos erguendo a coluna, detalhe

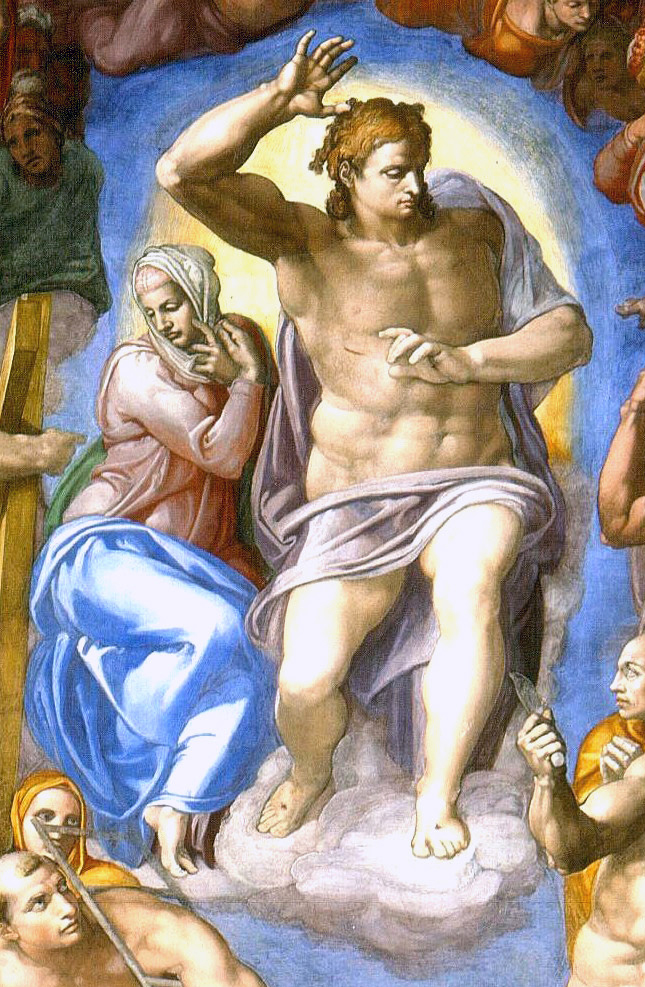
Cristo e a Virgem, detalhe

## Faixa Central
Nessa seção do afresco há outras quatro subseções que serão abordadas, a primeira é a figura de Cristo Juiz, que prevalece coordenando o destino das almas ao erguer sua mão direita sobre a cabeça, condenando aqueles que se encontram à sua esquerda (direita do espectador), ao mesmo tempo que, estende sua mão esquerda em direção aos escolhidos, à sua direita (esquerda do espectador),  os acolhendo no Reino dos Céus. É através d'Ele que se gera toda a circularidade da cena, através de seu gesto que, simultaneamente, recebe e despreza.

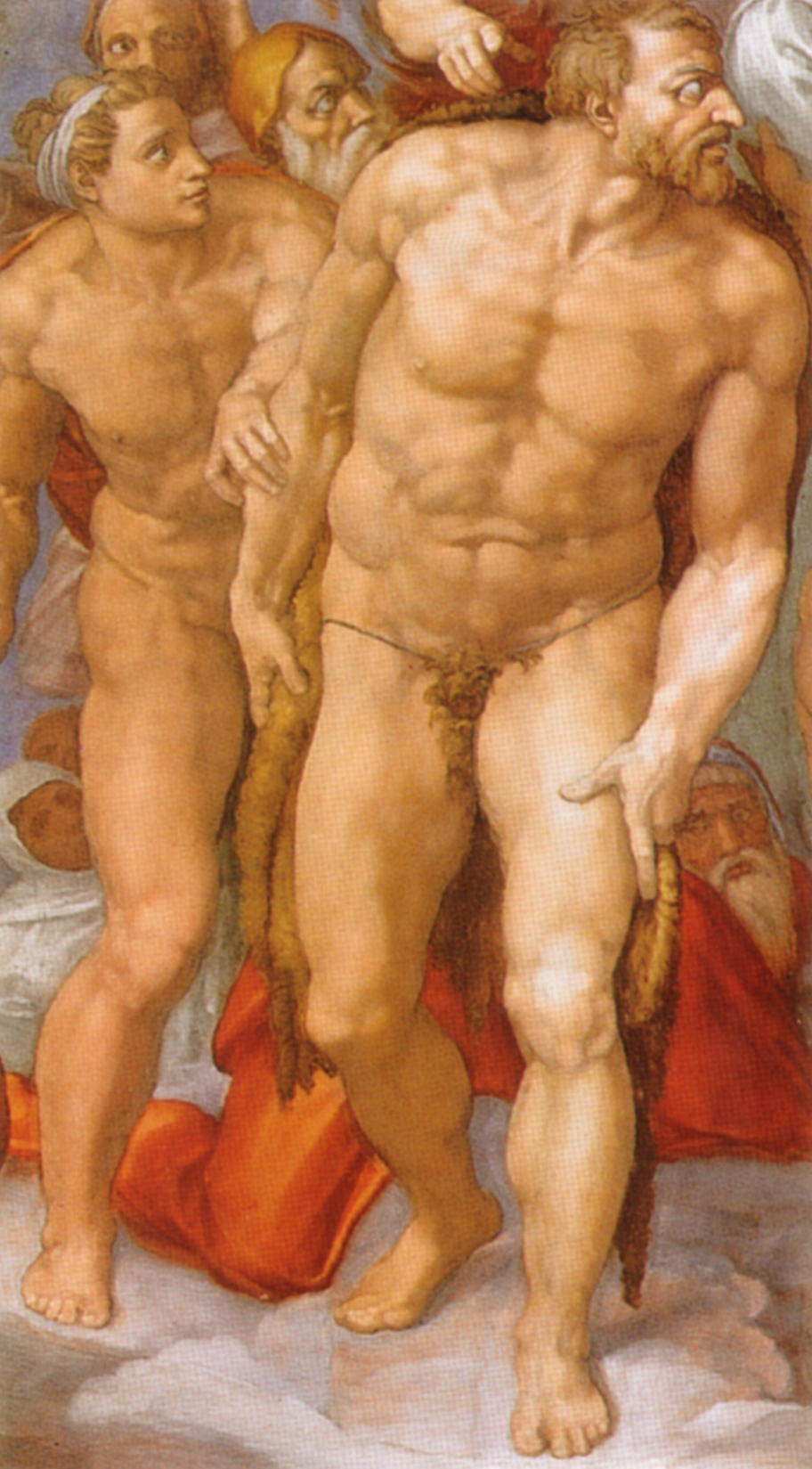
João Batista, detalhe

Sua ação provoca a comoção das figuras que o circundam. Como é o caso de Maria, que se encontra ao lado de seu filho mas não intervêm mais pelas almas, divergindo de sua posição usual, está de cabeça baixa em direção contrária aos condenados mas também não fixa seu olhar nos eleitos, visto que não que há mais como interferir na decisão final de Cristo. Outro aspecto que reforça essa ideia, é a ausência de João Batista ao centro da imagem, compondo a tradicional tríade da Deesis, ao invés de estar no mesmo nível da Virgem e à esquerda de Jesus, o profeta se encontra afastado, à direita de Cristo.

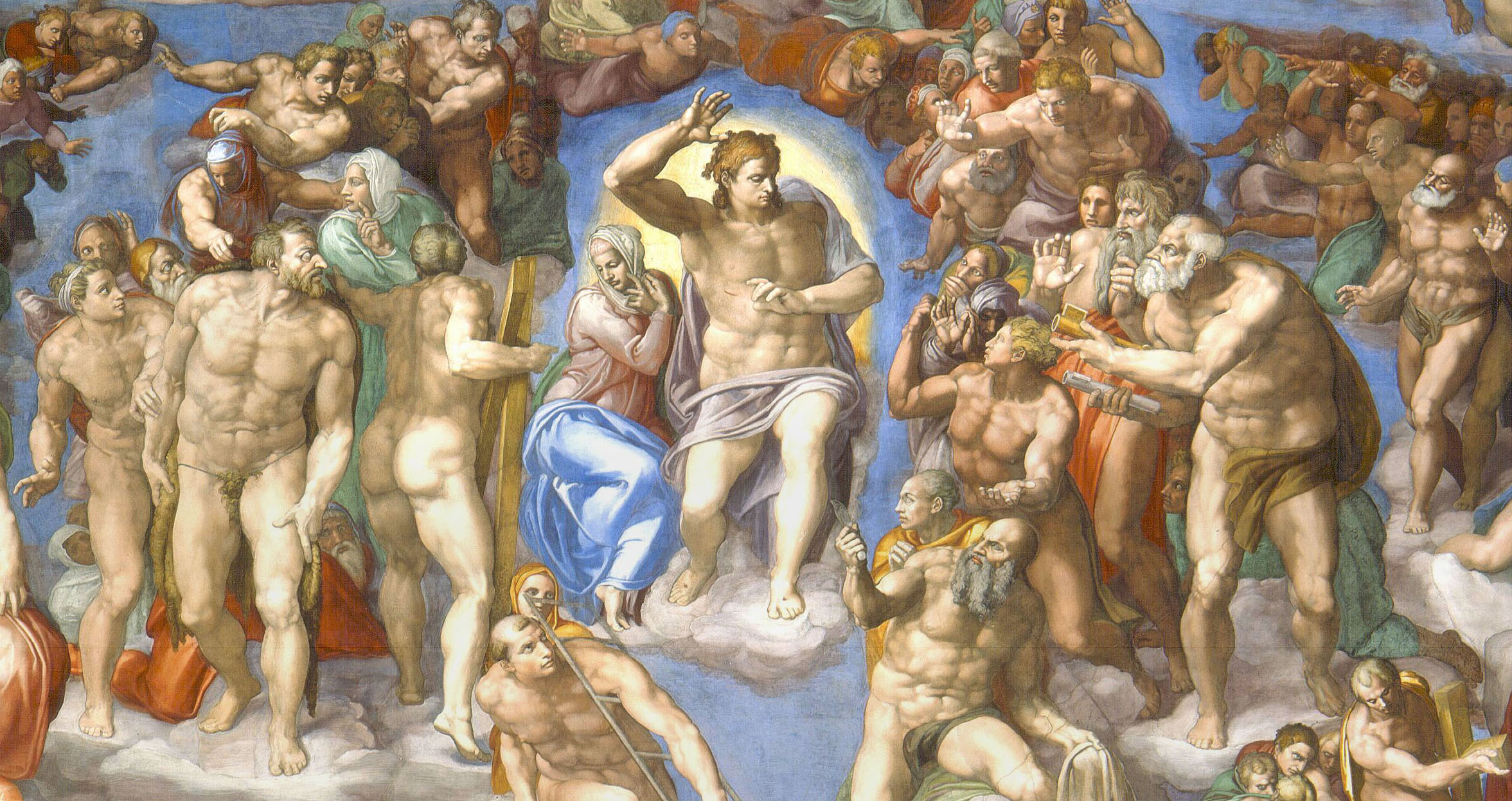
Santos ao redor de Cristo, detalhe

### Segunda subseção:

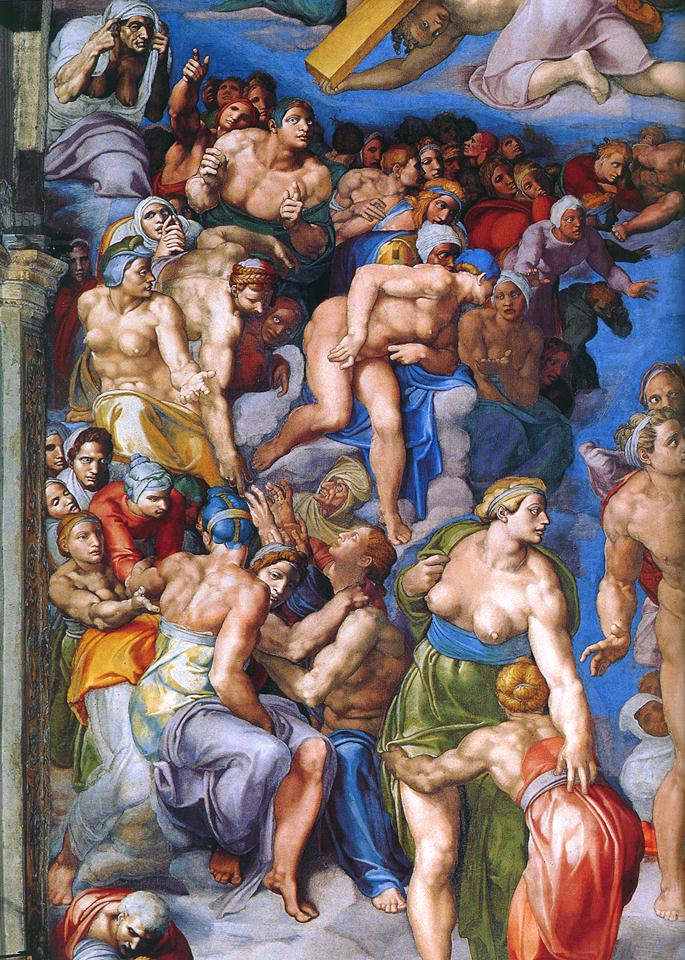
Grupo à direita de Cristo

Ao redor das duas figuras centrais pode se observar uma multidão disposta em posição semicircular, composta por profetas, apóstolos, mártires e santos, que buscam a atenção do Salvador, alguns estendem suas mãos, outros a pousam sobre o peito ou rosto manifestando angústia, medo, dúvida ou súplica diante da incerteza de sua salvação. Entre esses personagens, estão aos pés de Cristo, São Bartolomeu segurando sua pele esfolada e São Lourenço que carrega a grelha onde foi queimado, mais acima, à direita do espectador, é possível reconhecer São Pedro entregando as chaves para o céu. São cinquenta e três pessoas e dentre elas existem alguns santos facilmente reconhecíveis e outros sem atributo sobre os quais foram feitas algumas hipóteses sobre sua real identidade.

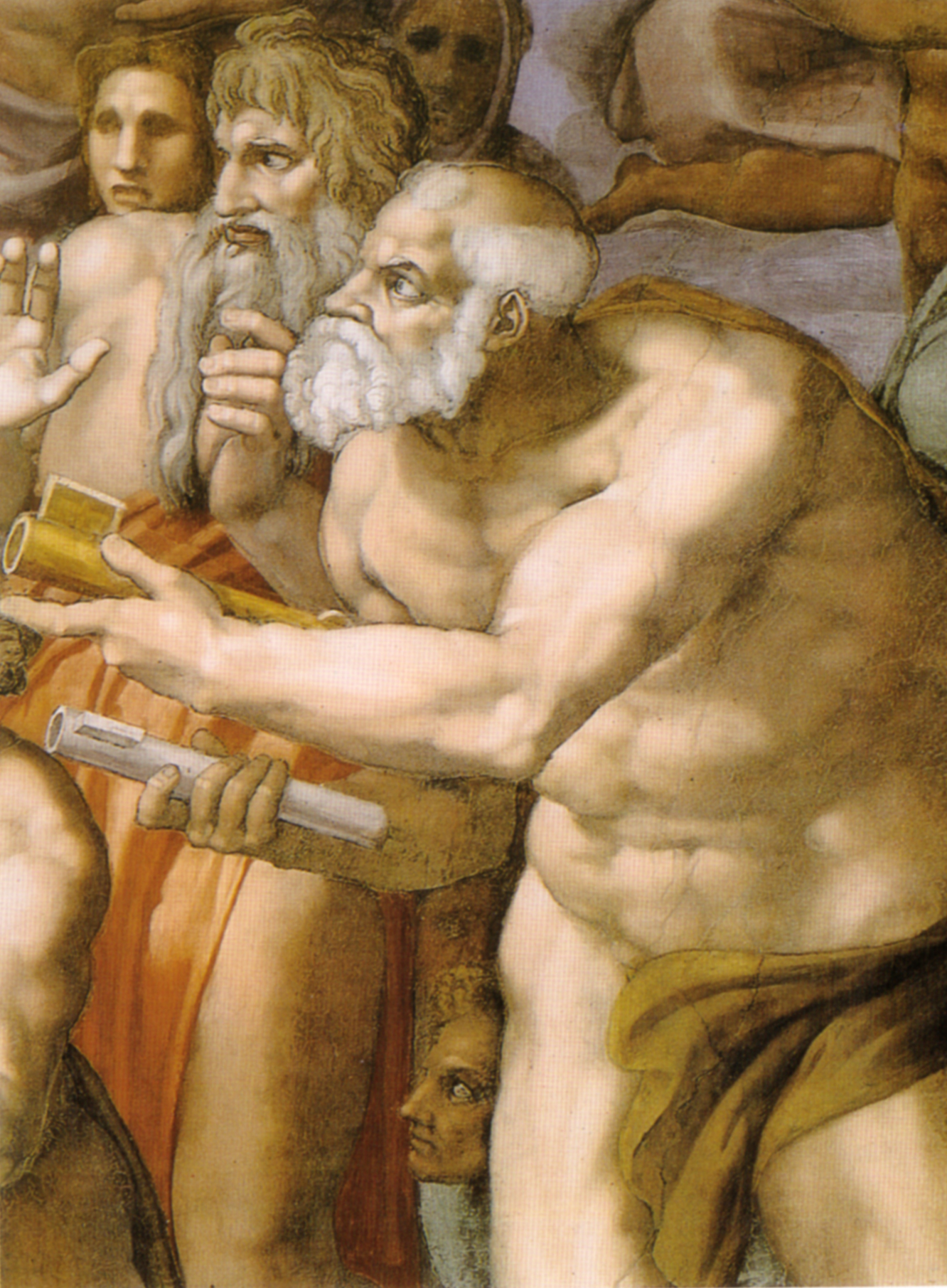
São Pedro, detalhe
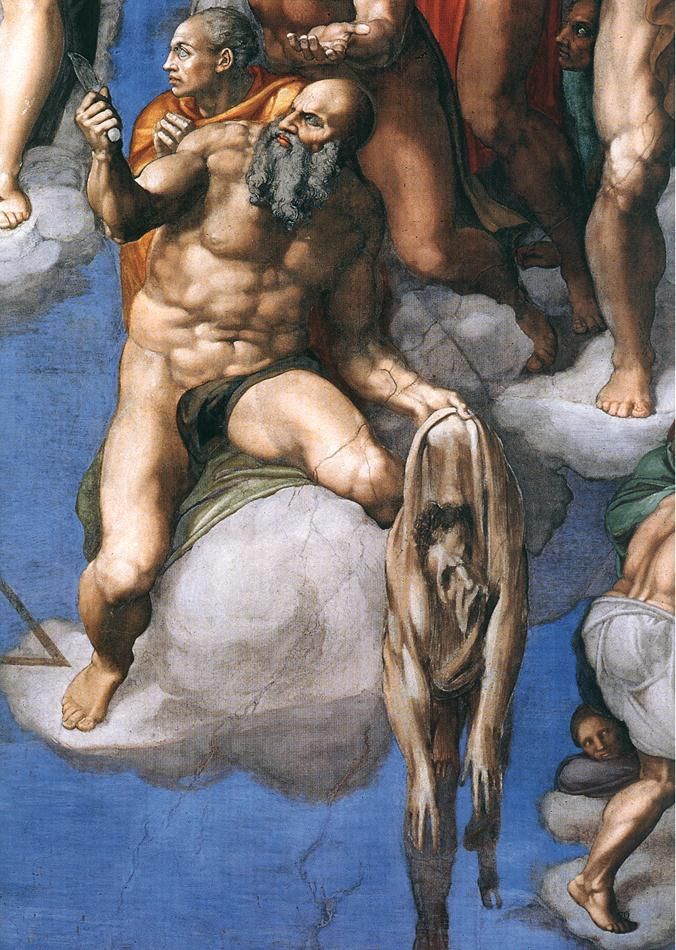
São Bartolomeu, detalhe
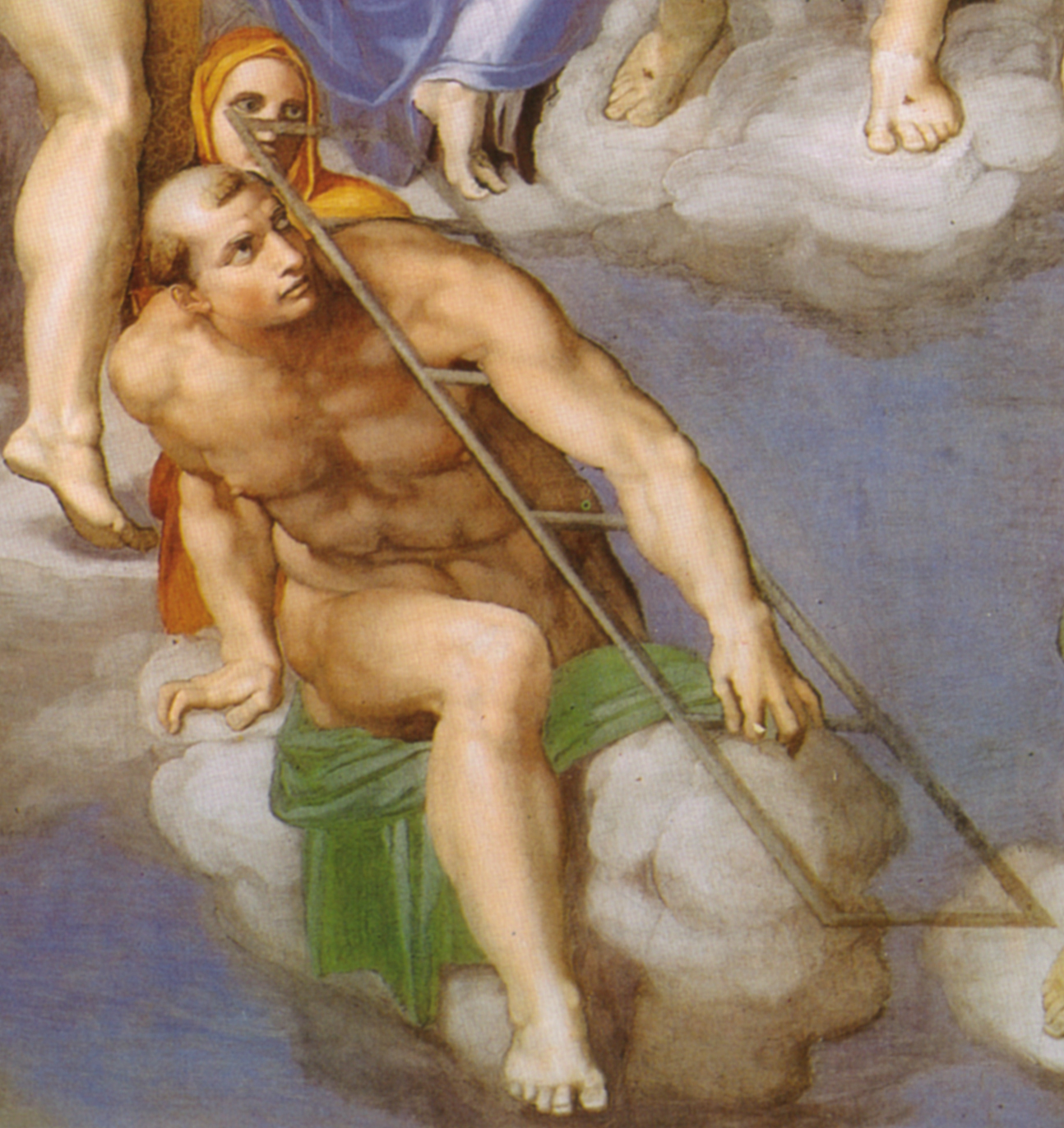
São Lourenço, detalhe

### Terceira subseção

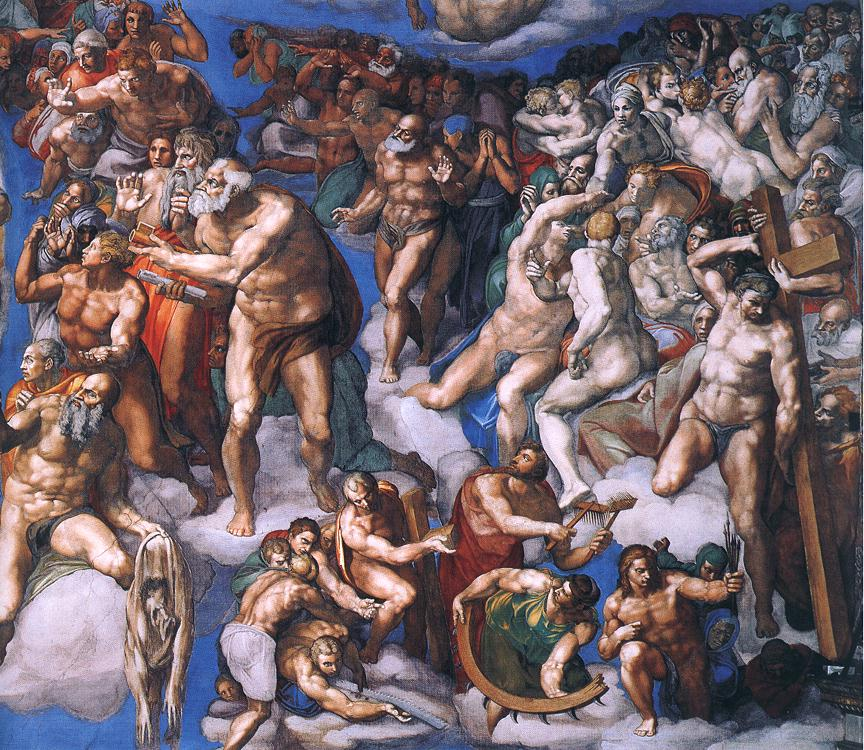
Grupo à esquerda de Cristo

À direita de Cristo, cinquenta figuras formam um grupo quase exclusivamente feminino de difícil identificação. Sobretudo, o grupo, disposto em formato côncavo, mantém o caráter móvel da composição, visto que, alguns que emergem da parcela inferior, parecem ser ajudados a subir para a parte superior do grupo. Seus rostos e gestos mostram uma excitação maior em comparação com a porção central da imagem. Entre as mulheres, algumas são destacáveis, aquela vestida de verde, de seios à mostra que parece amparar outra que se agarra em seus quadris, a mulher nua apoiada sobre um pano azul que se vira para conversar com outra mais atrás, a velha que cobre seus cabelos enquanto seu peito está desnudo e a figura que lança o olhar aos céus  e estende suas mãos em gesto de prece.

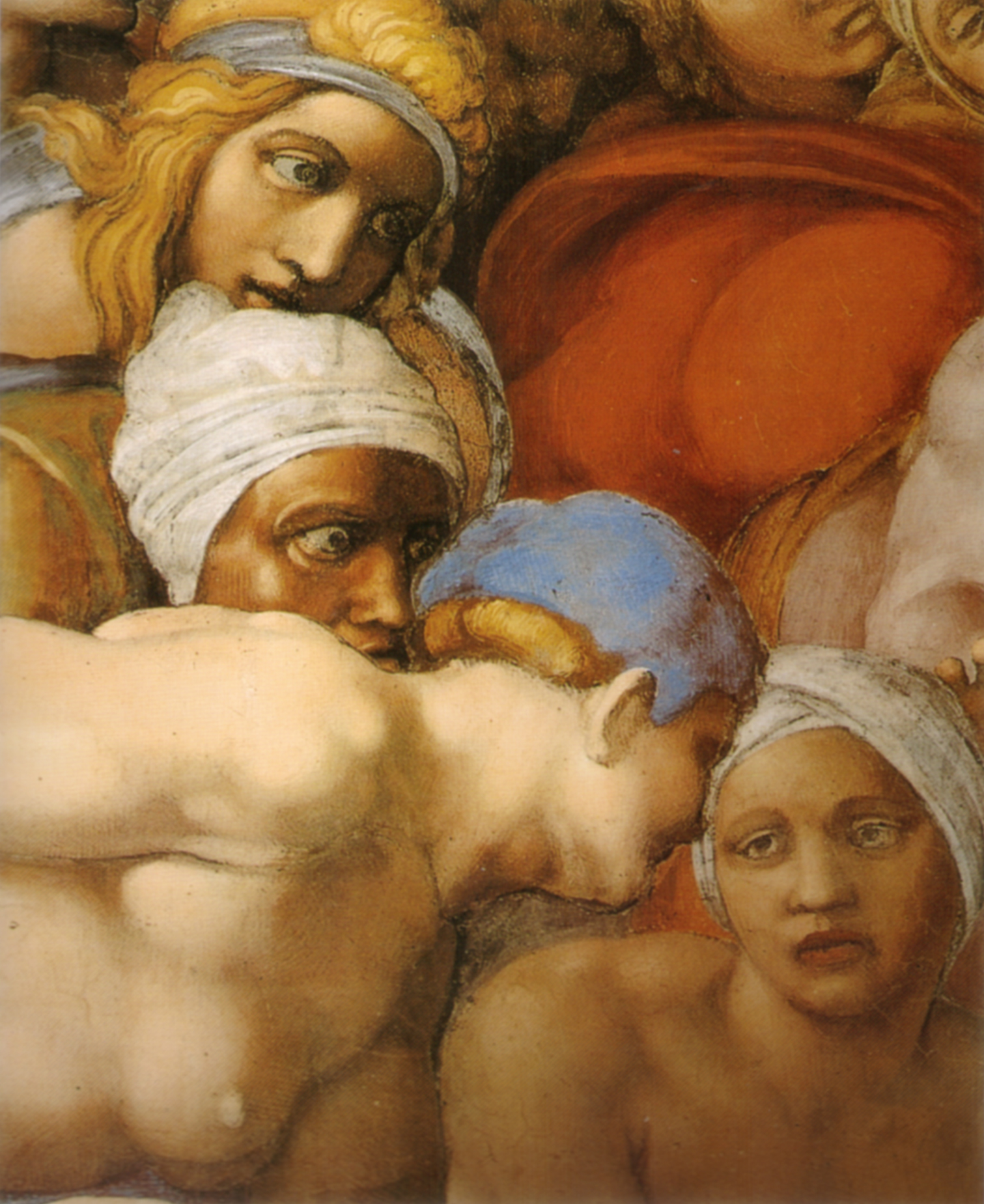
Detalhe
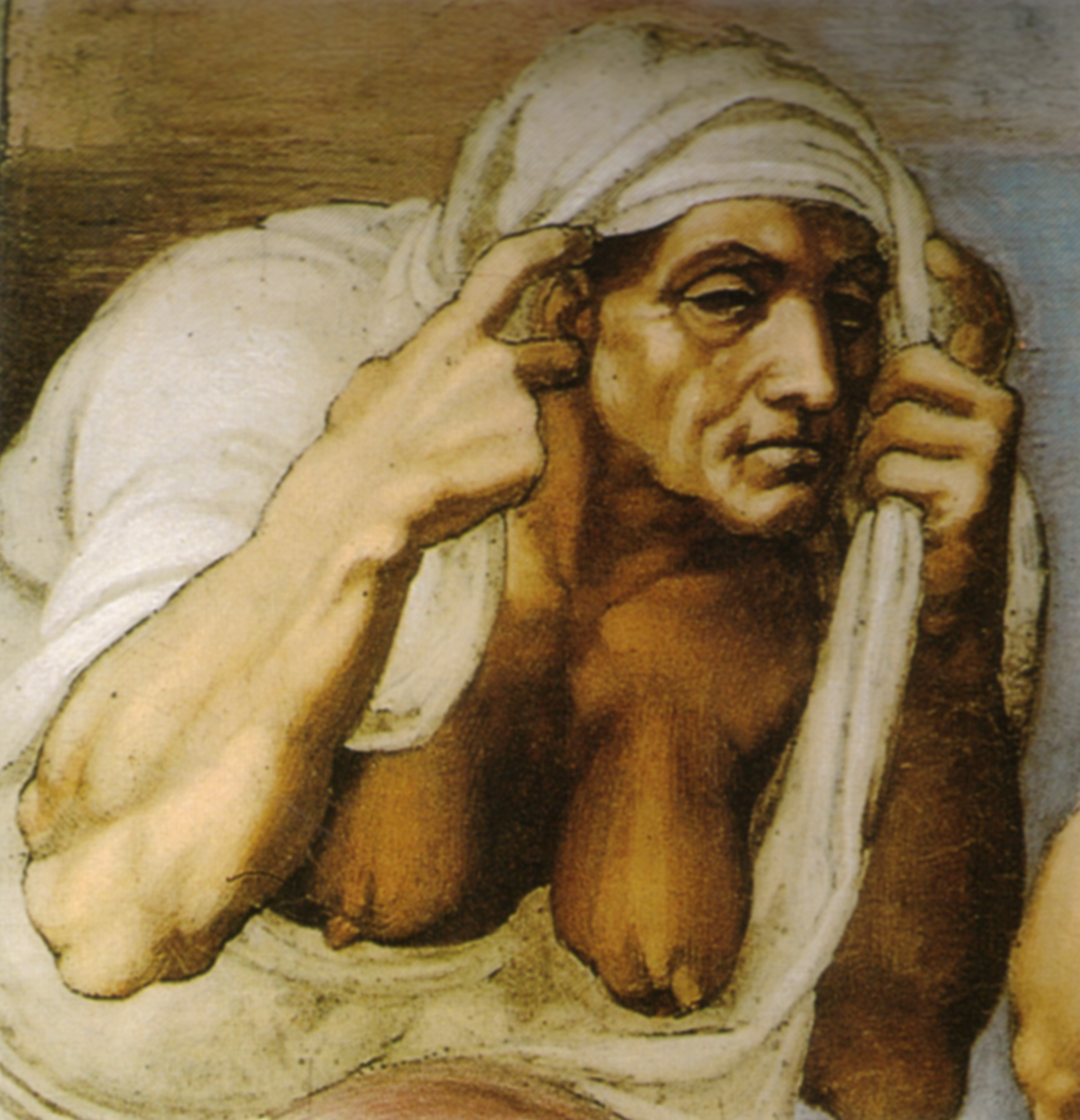
Detalhe
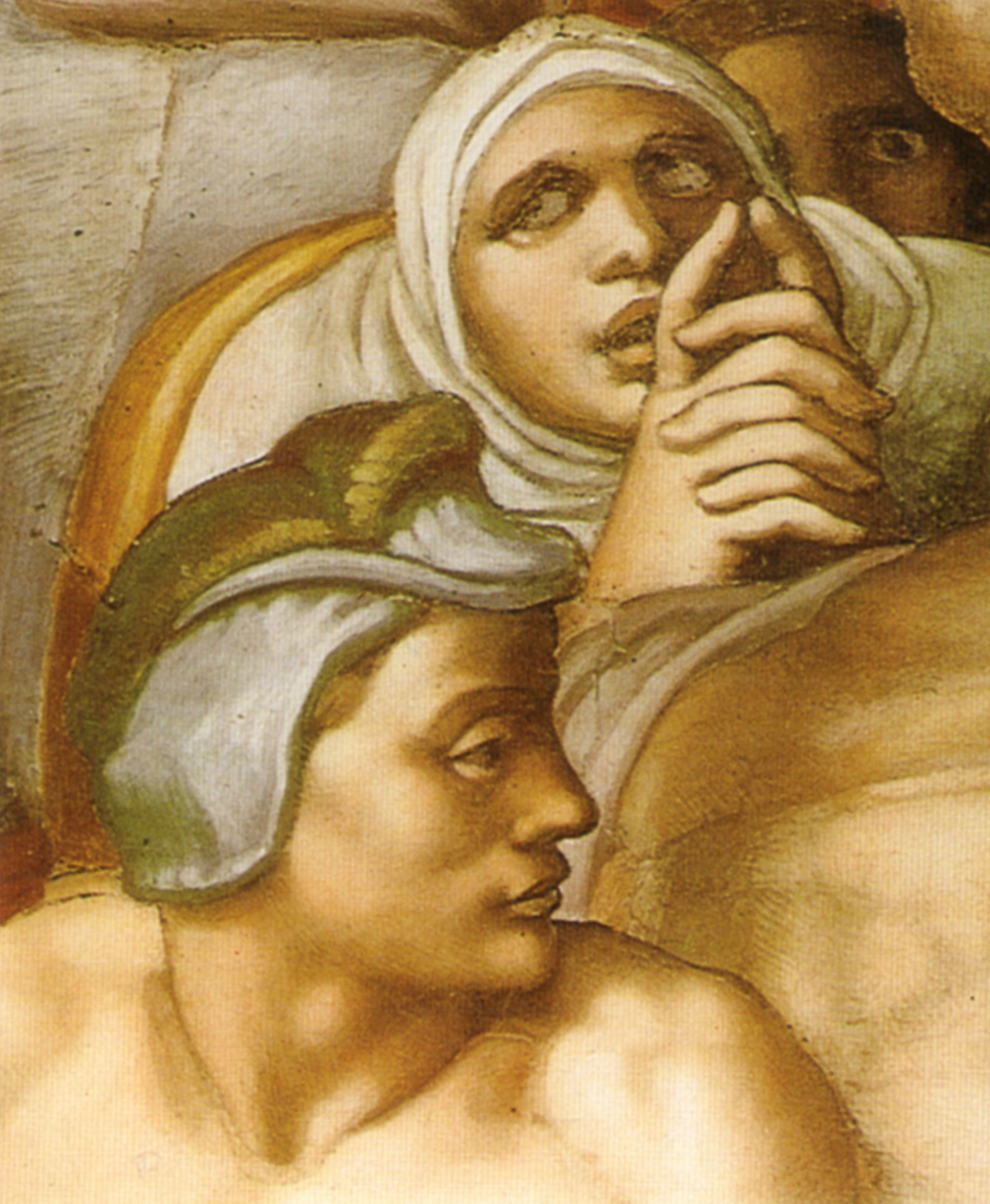
Detalhe

### Quarta subseção

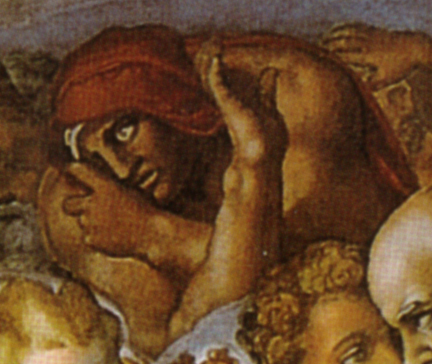
Detalhe
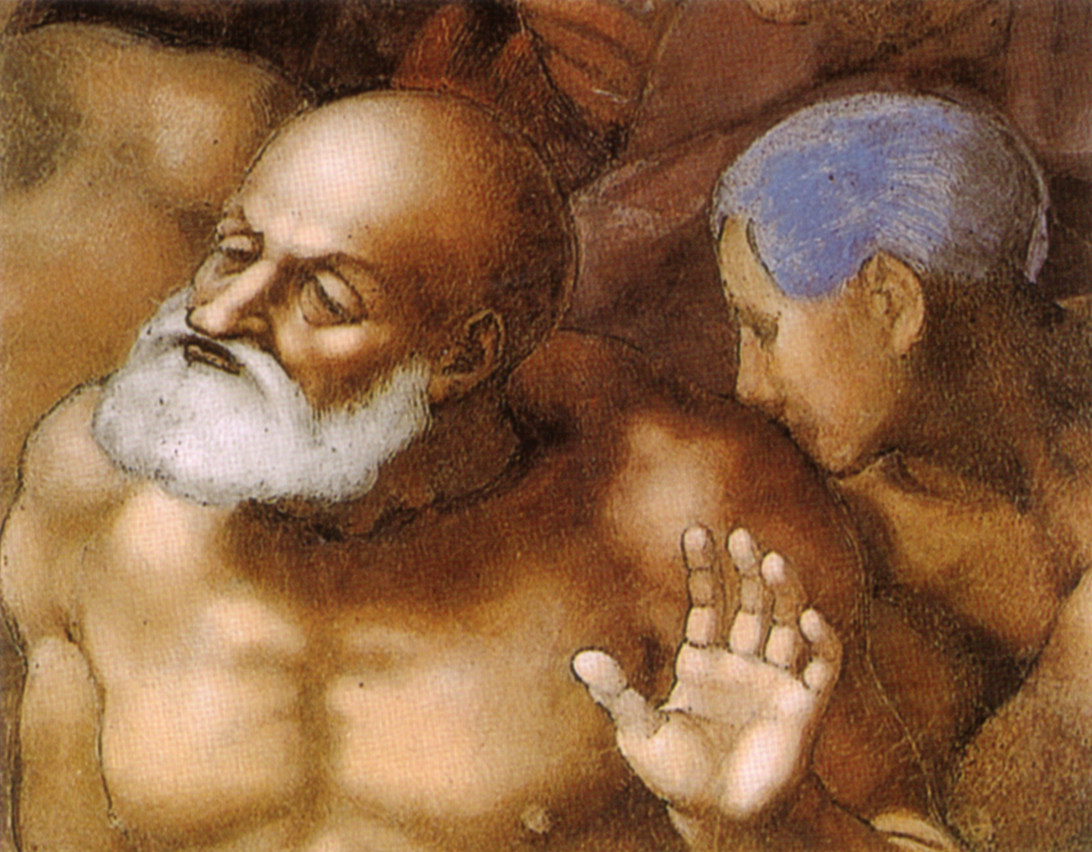
Detalhe
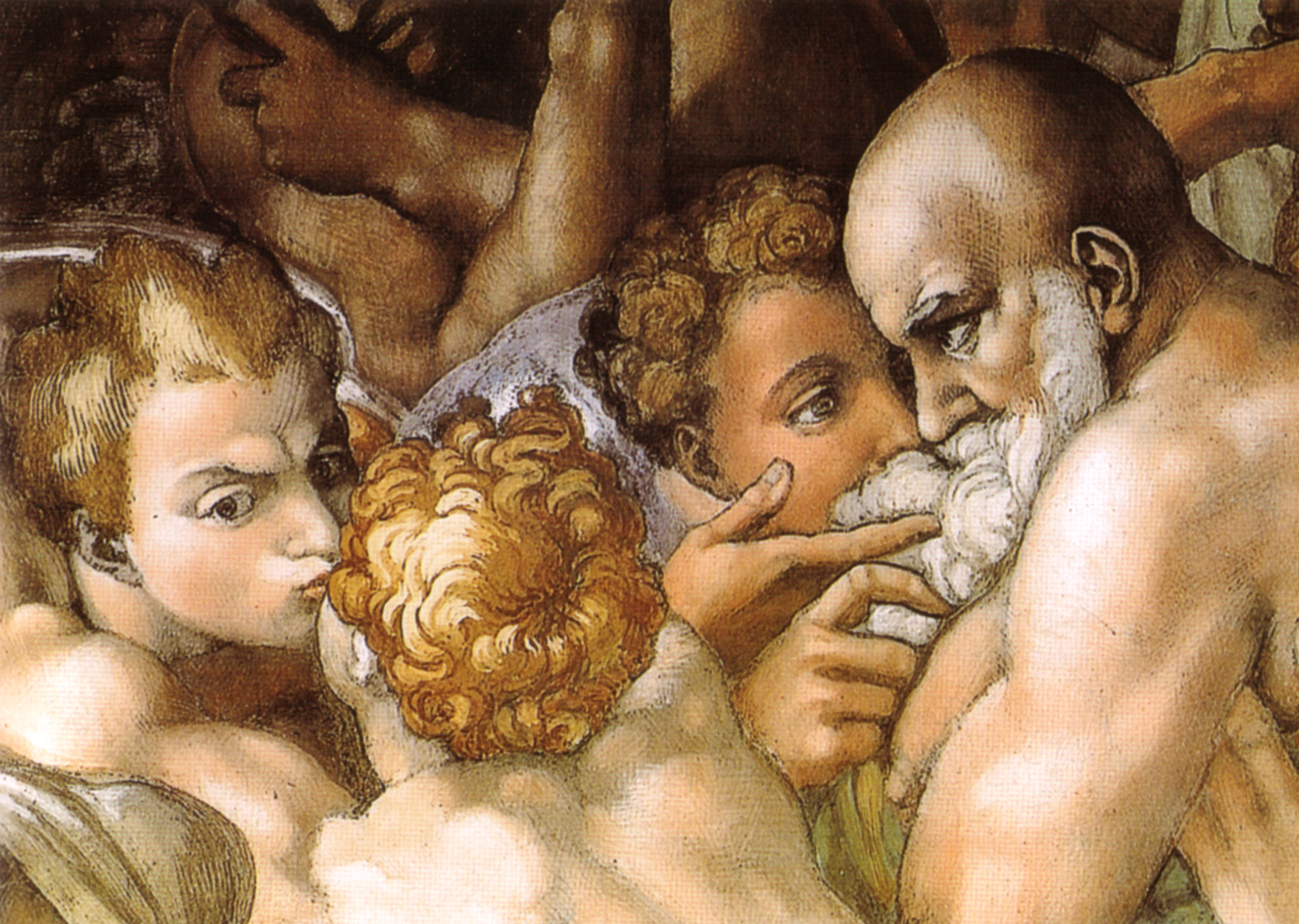
Detalhe
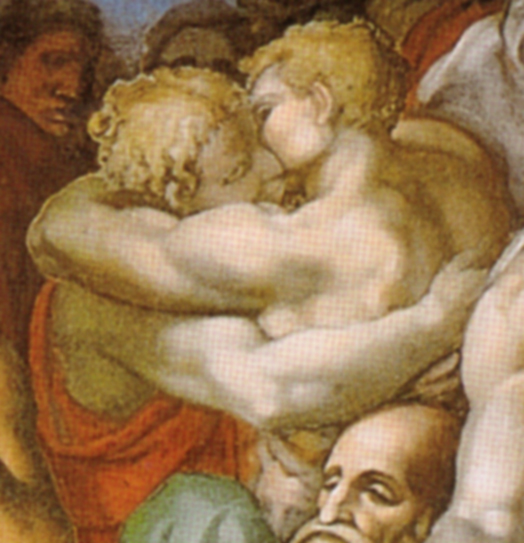
Detalhe

O grupo à esquerda de Cristo, é predominantemente composto por figuras masculinas de mártires e beatos. Onde destacam-se em primeiro plano, o homem que ergue uma cruz com auxílio de terceiros, identificado como Dimas, o bom ladrão, abaixo dele encontra-se São Sebastião, ajoelhado, que estende seu braço esquerdo empunhando as flechas de seu martírio. Ao seu lado estão São Brás, com os pentes para cardar lã, e Santa Catarina de Alexandria, com a roda em que foi torturada. Mais à esquerda, abaixo de São Pedro, podemos ver Santo André que carrega sua cruz em formato de X e São Simão segurando a serra que lhe partiu ao meio.

Em segundo plano, composta por mais de setenta figuras que parecem aguardar o seu destino final. Algumas se abraçam e se beijam em uma visão otimista, outras parecem tensas com seus olhares profundos, há aqueles que discutem entre si e os que parecem rogar ao Senhor por piedade.

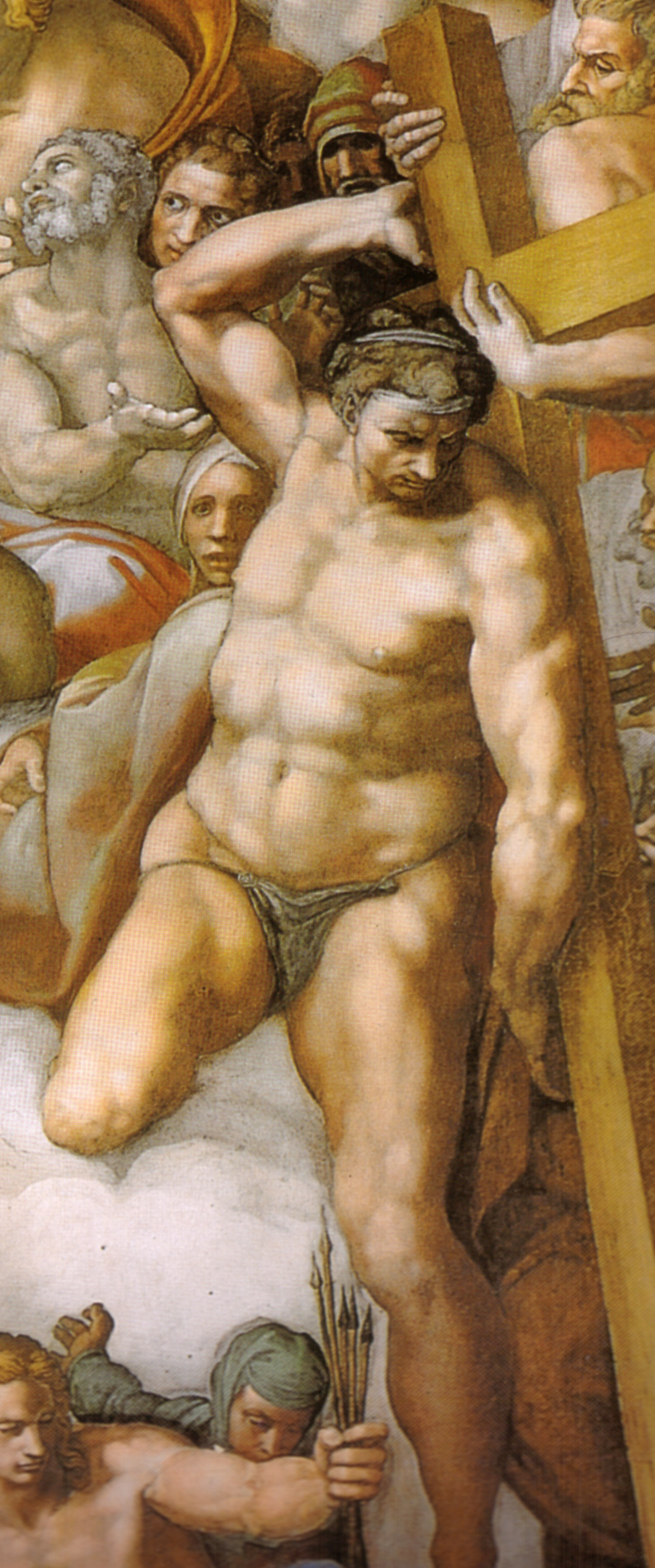
São Dimas, detalhe
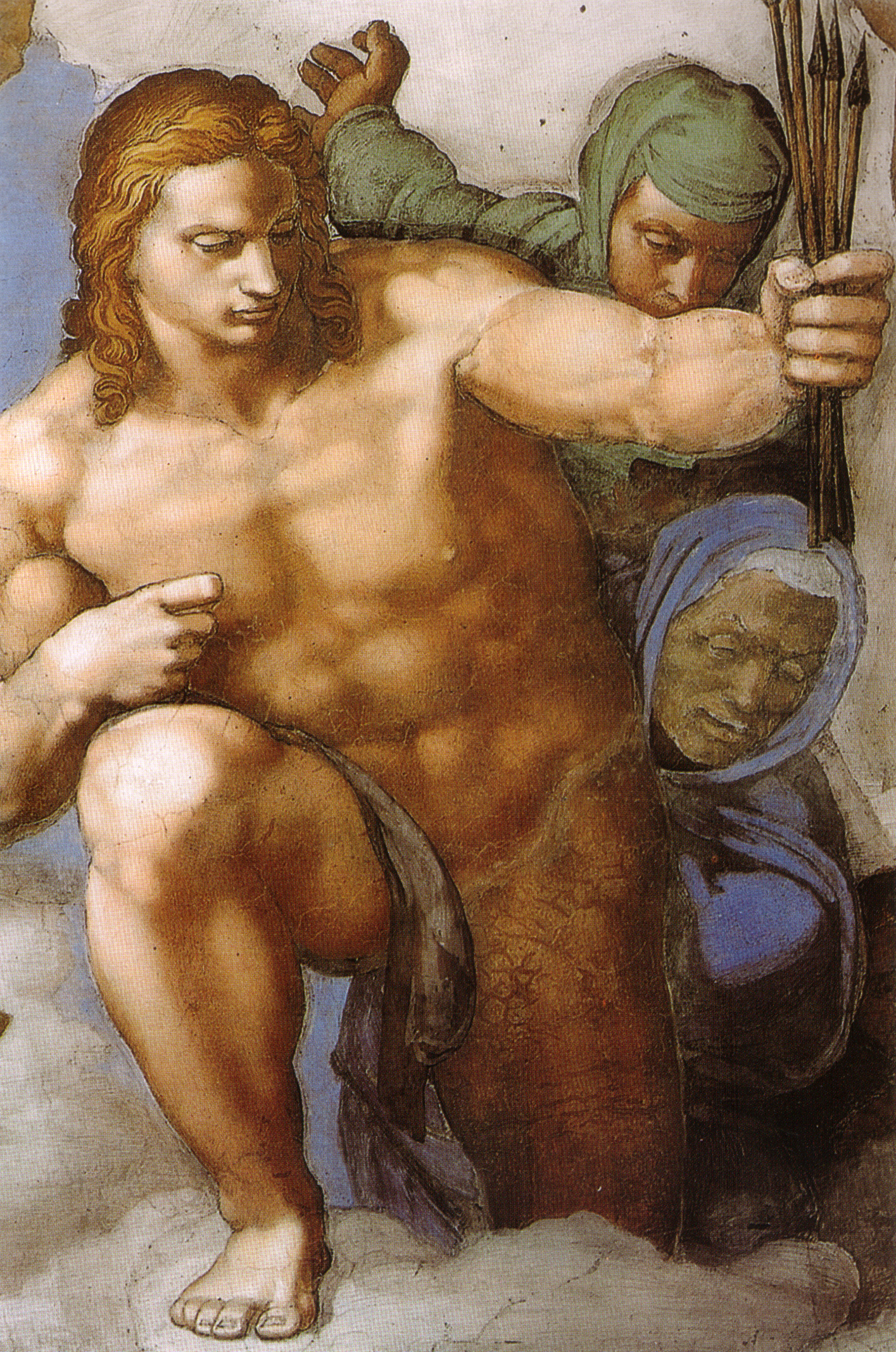
São Sebastião, detalhe
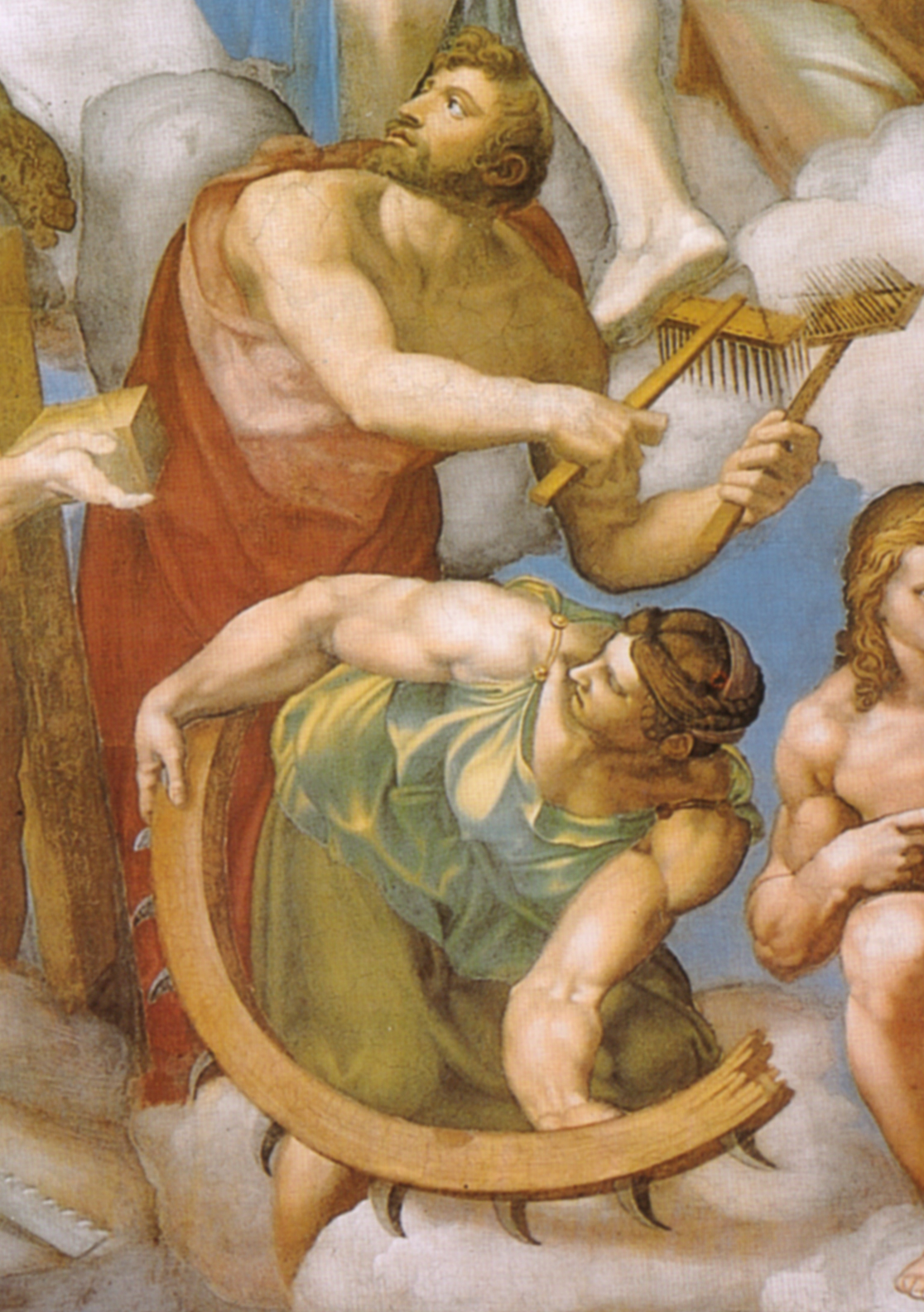
São Brás e Santa Catarina de Alexandria, detalhe
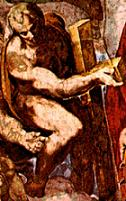
Santo André, detalhe
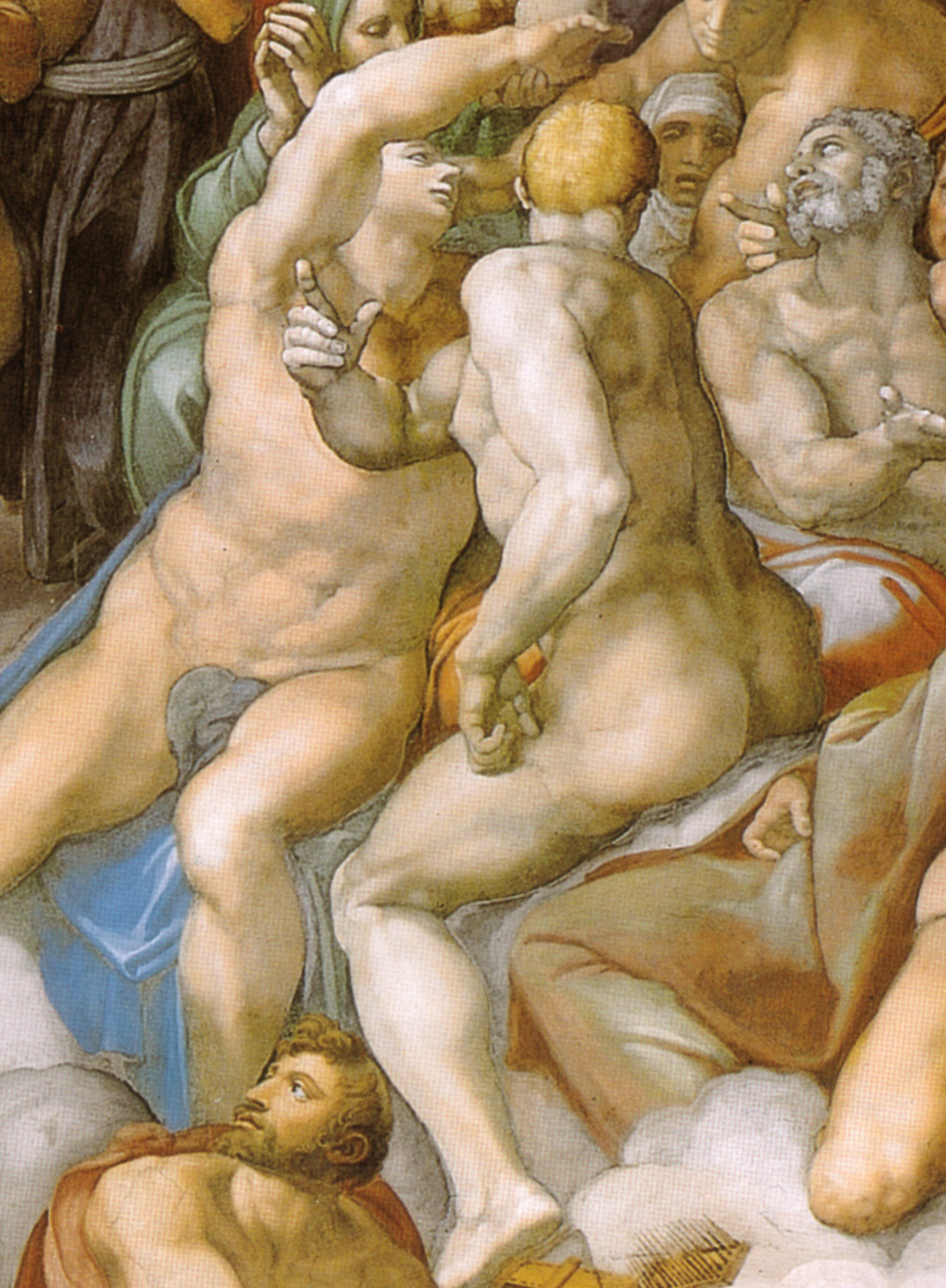
Detalhe
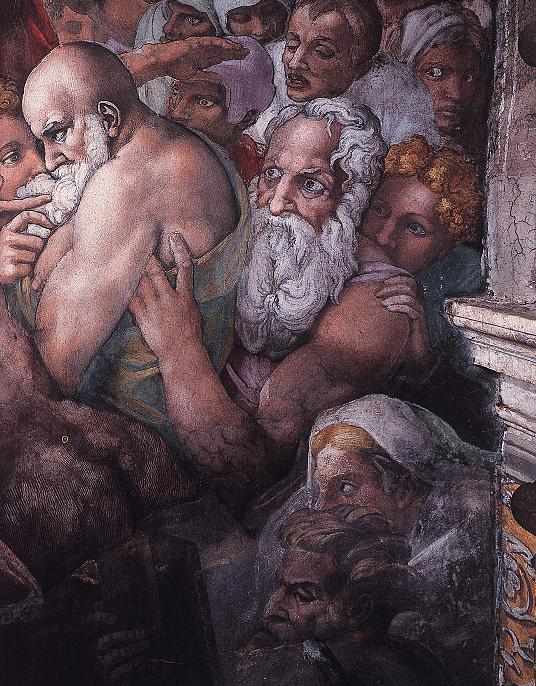
Detalhe

- Detalhe
- Detalhe
- Detalhe
- Detalhe

## Faixa Inferior
A parcela final conserva o vórtice da pintura que pode ser dividida em seis momentos principais: À esquerda, a ressureição dos corpos, mais acima a ascensão dos escolhidos; ao centro temos os anjos com trombetas e livros, na parte inferior podemos ver a entrada no inferno; no lado direito inferior é retratado o translado dos condenados, enquanto no superior há a decaída das almas.

### Esquerda

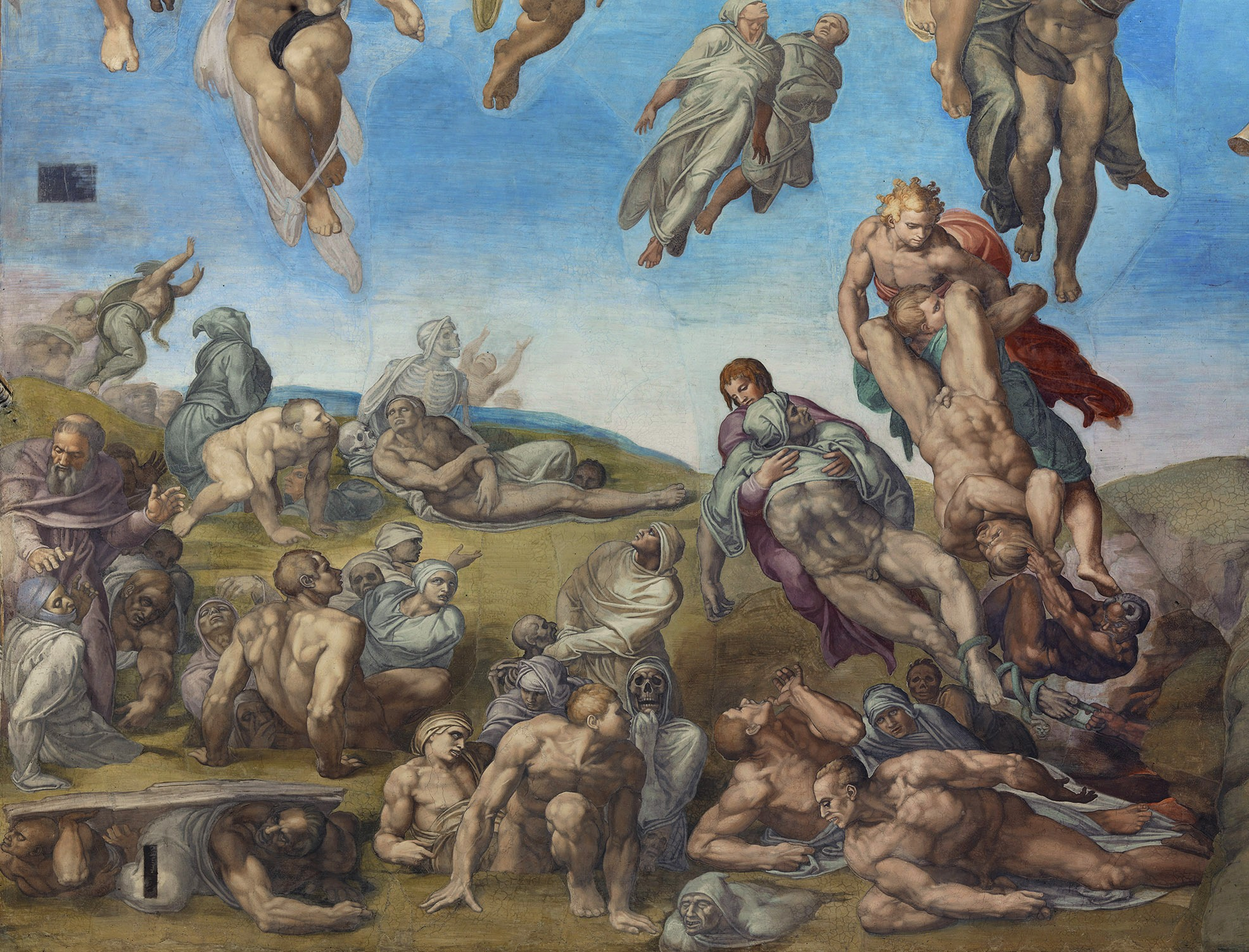
Despertar dos mortos, detalhe

#### Ressureição dos corpos

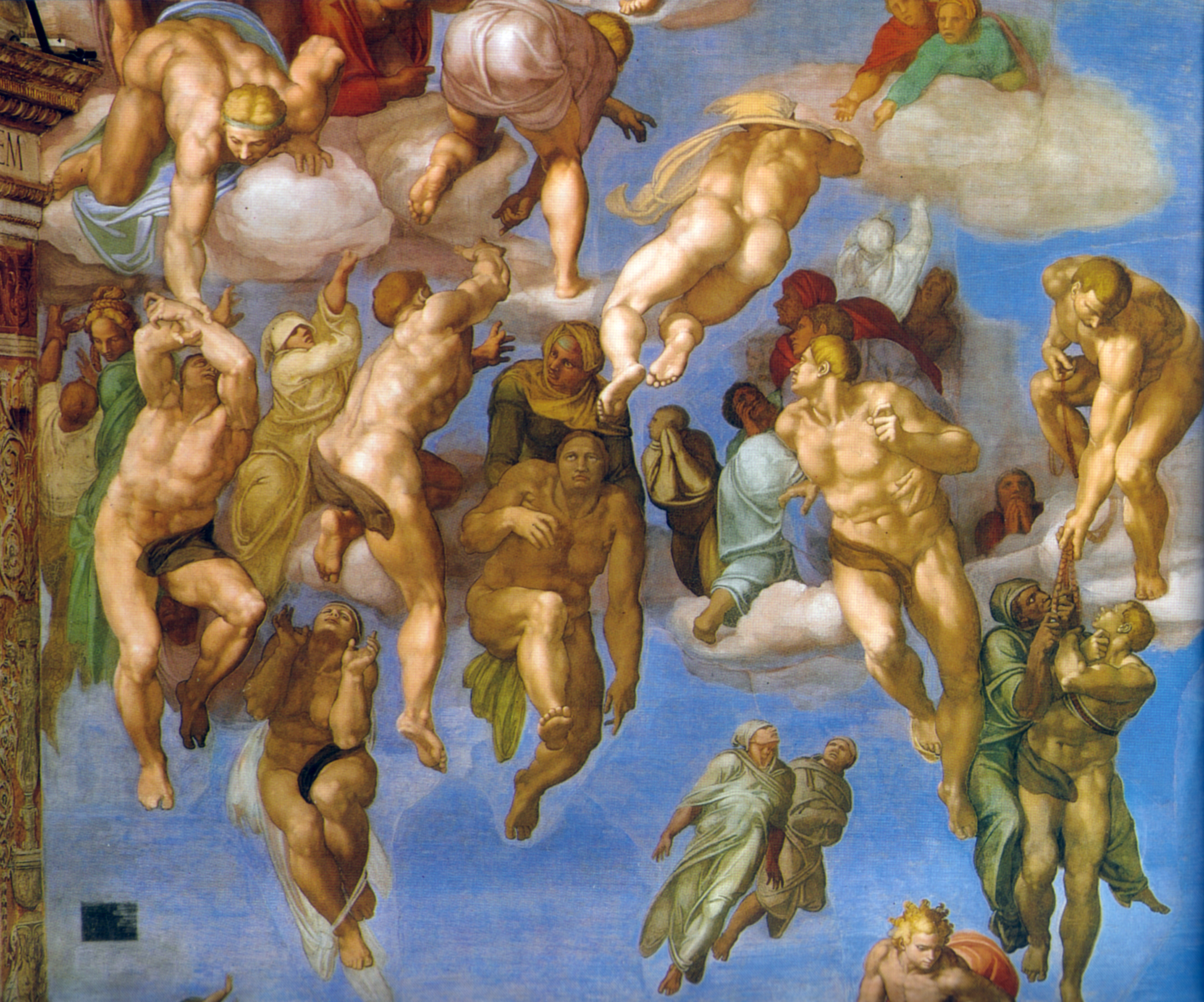
Ascensão dos eleitos, detalhe

Por volta de quarenta pessoas despertam das tumbas e retornam à vida de forma laboriosa, emergindo da terra, empurrando a lápide de suas tumbas, outras que surgem de fendas no solo; algumas vestidas e outras nuas, algumas de carne e outras que ainda não recuperaram sua antiga corporeidade. À direita, anjos entram em conflito com figuras demoníacas pela posse dos ressuscitados. Alguns são puxados para a caverna infernal pelos pés, outro, em especial, é puxado pelos cabelos pela criatura maligna enquanto dois anjos o puxam pelas pernas para obter o controle da alma. Esse embate pode ser interpretado como uma alusão à luta entre Miguel Arcanjo e Satanás, o bem contra o mal até o momento final.

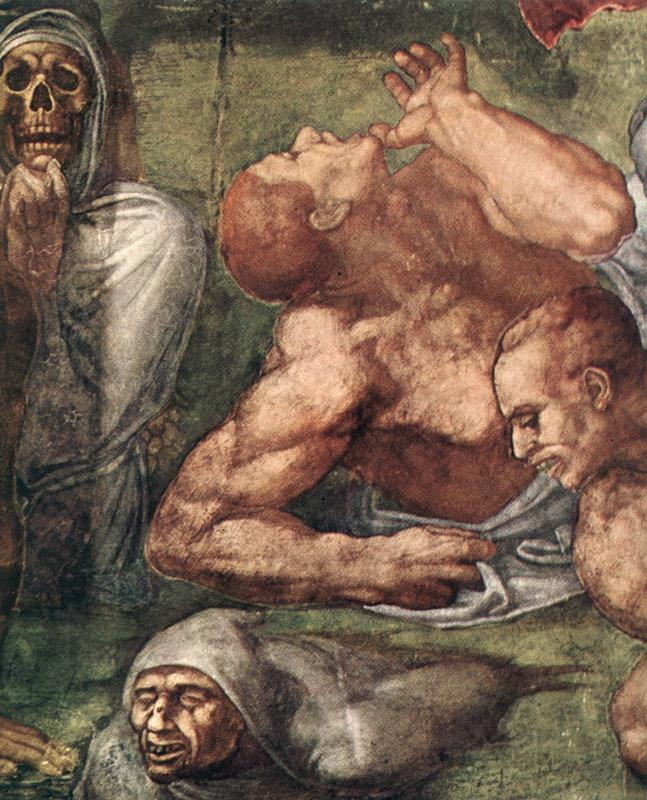
Detalhe
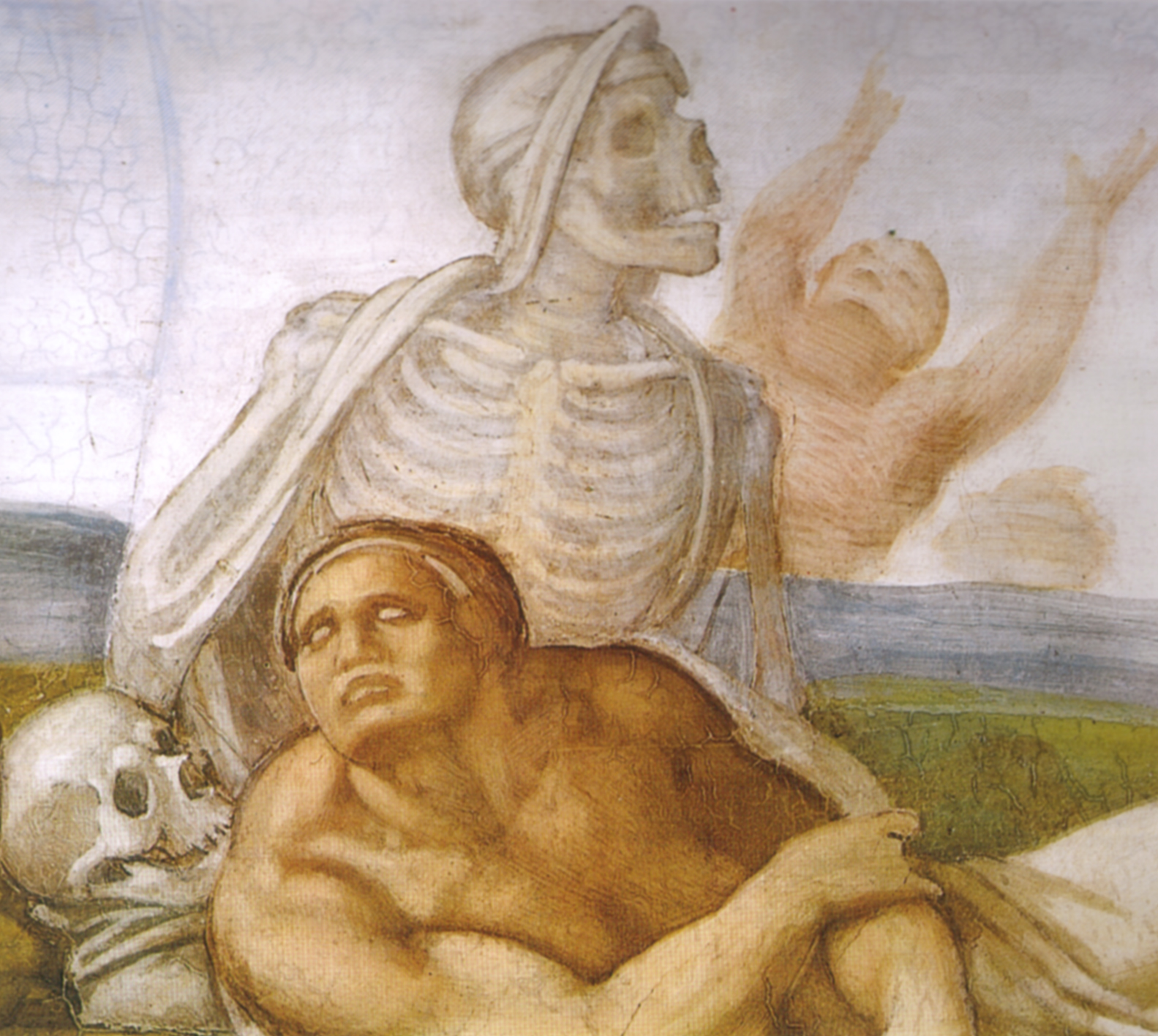
Detalhe
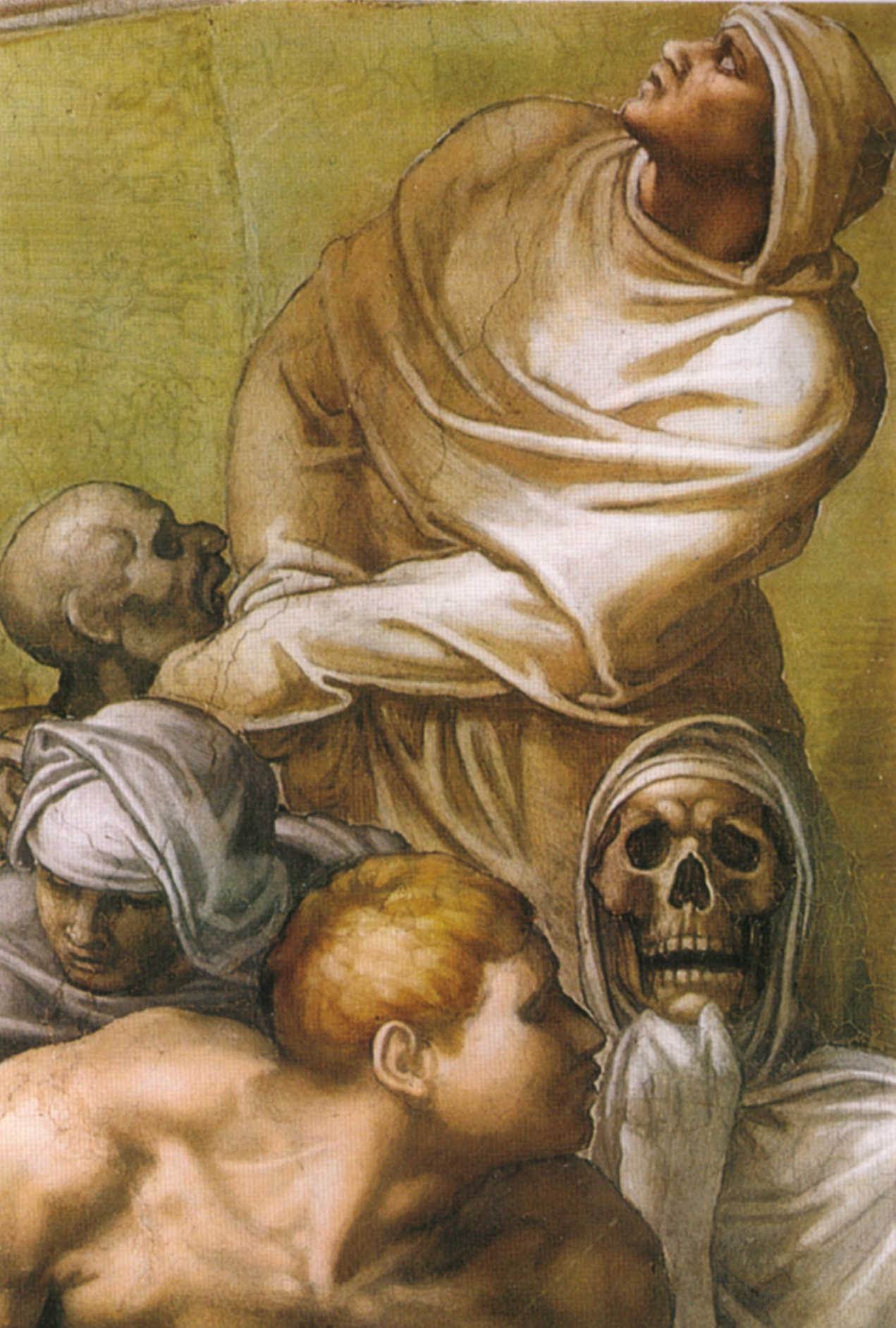
Detalhe
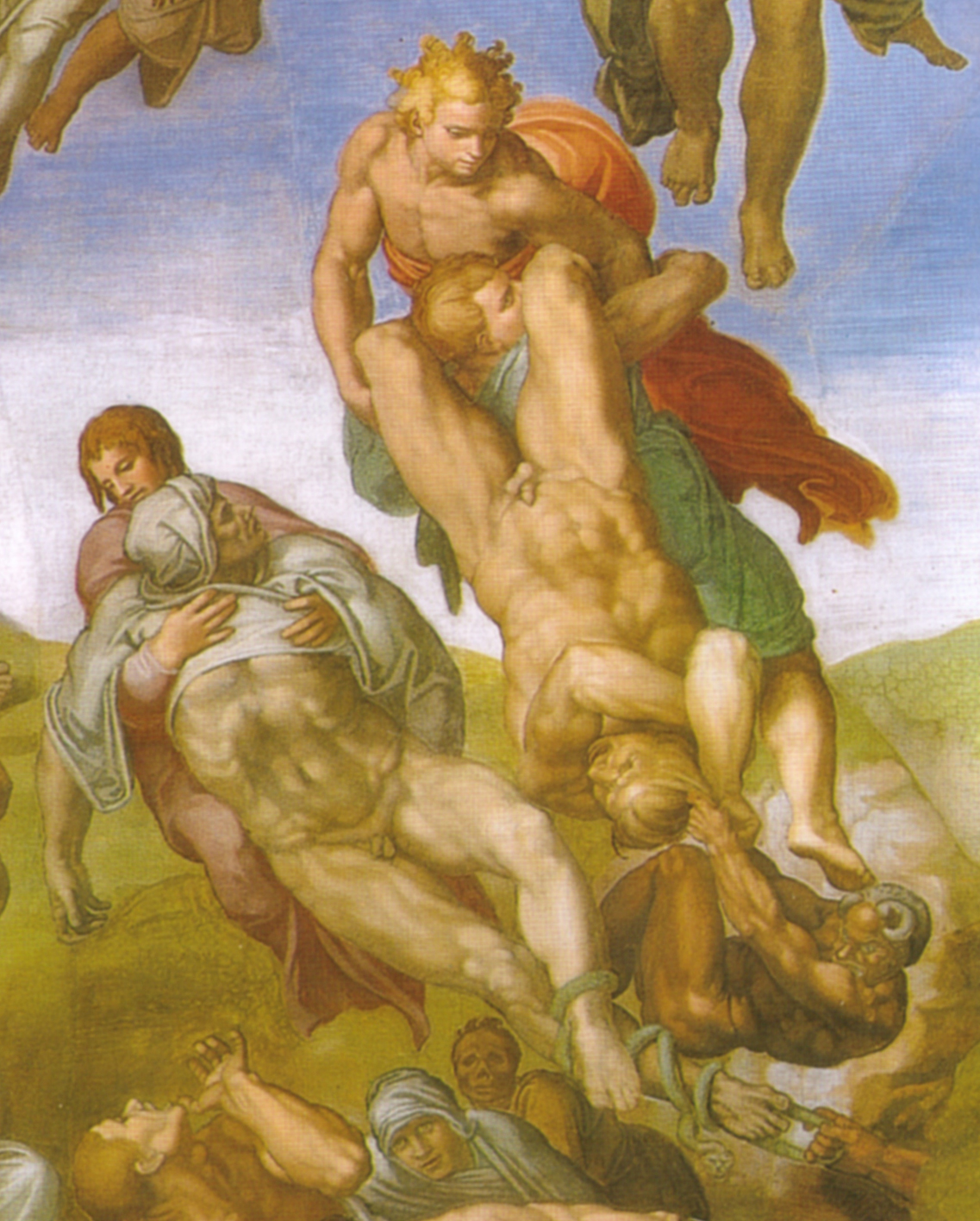
Detalhe

#### Ascensão das almas

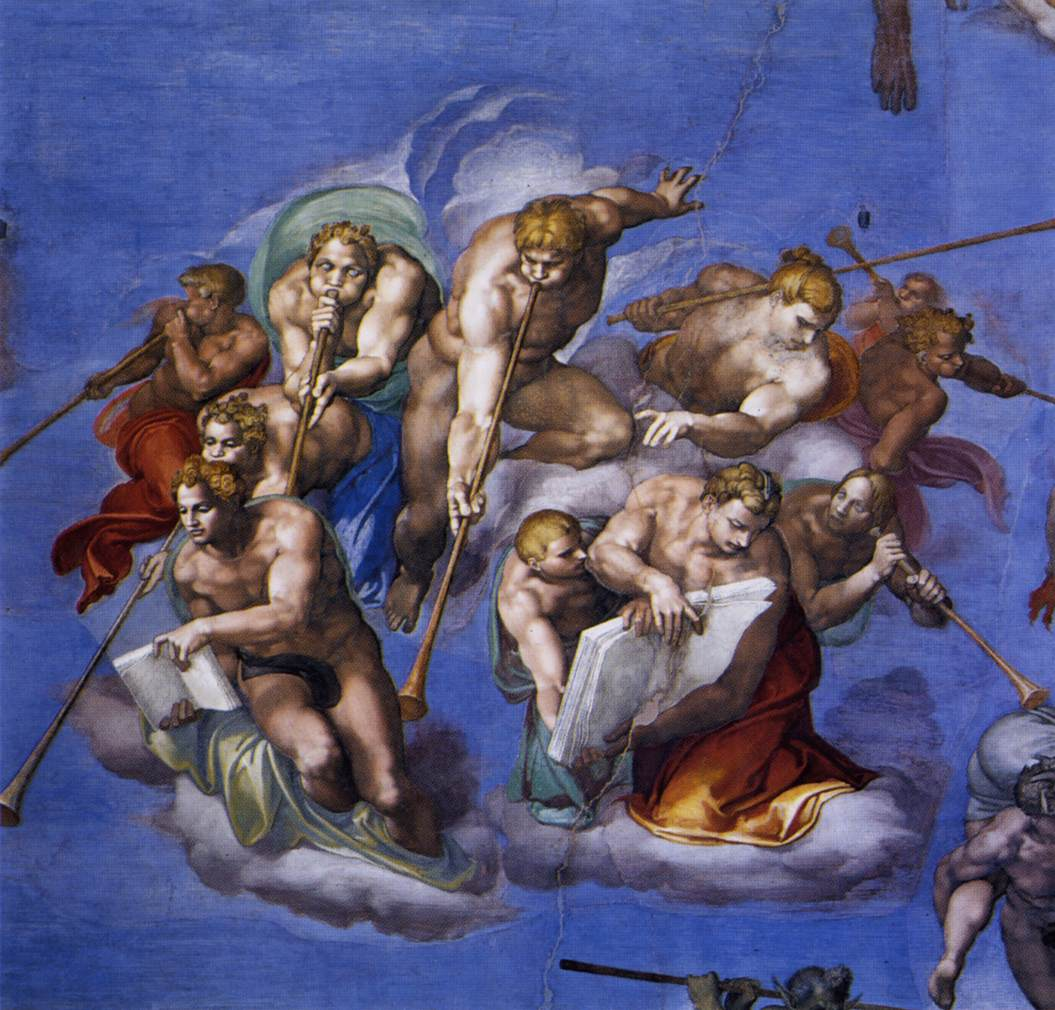
Anunciação do Apocalipse, detalhe

A parte superior é ocupada pelo grupo dos eleitos que alteiam-se aos céus, alguns são auxiliados por anjos e beatos da fileira acima, outros transcendem sobre a terra de forma voluntária marcando a ideia da participação ativa do homem na própria salvação.

Dentre as trinta figuras, Michelangelo implementou duas almas içadas por um rosário, a vestida de verde olha devotadamente para o anjo quando beija o objeto, enquanto a outra, pousa a mão sobre os peitos em sinal de gratidão. Assim, o artista reforça a importância da prece, por meio de terços e rosários, para a salvação humana.

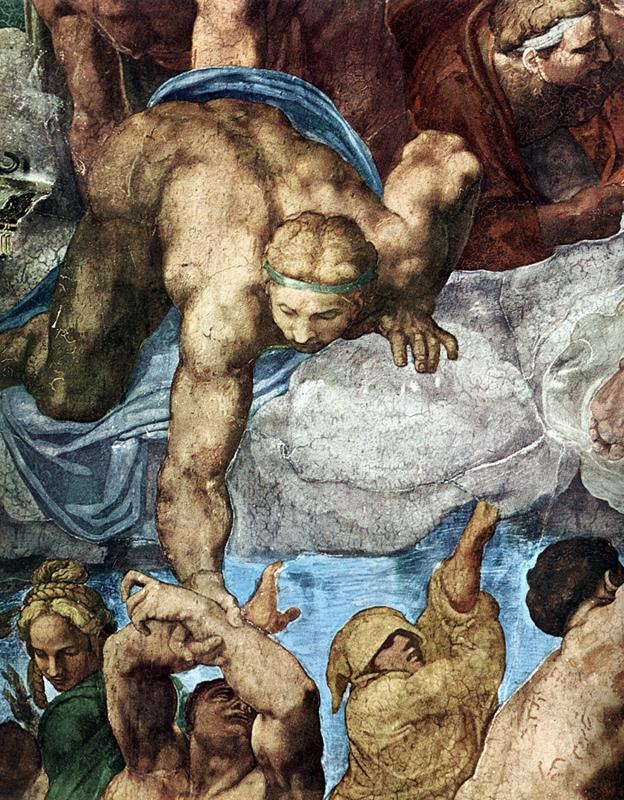
Detalhe
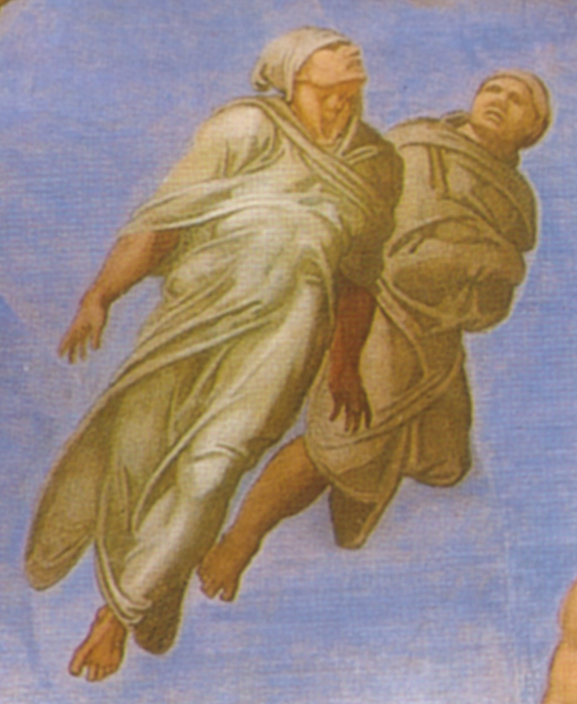
Detalhe
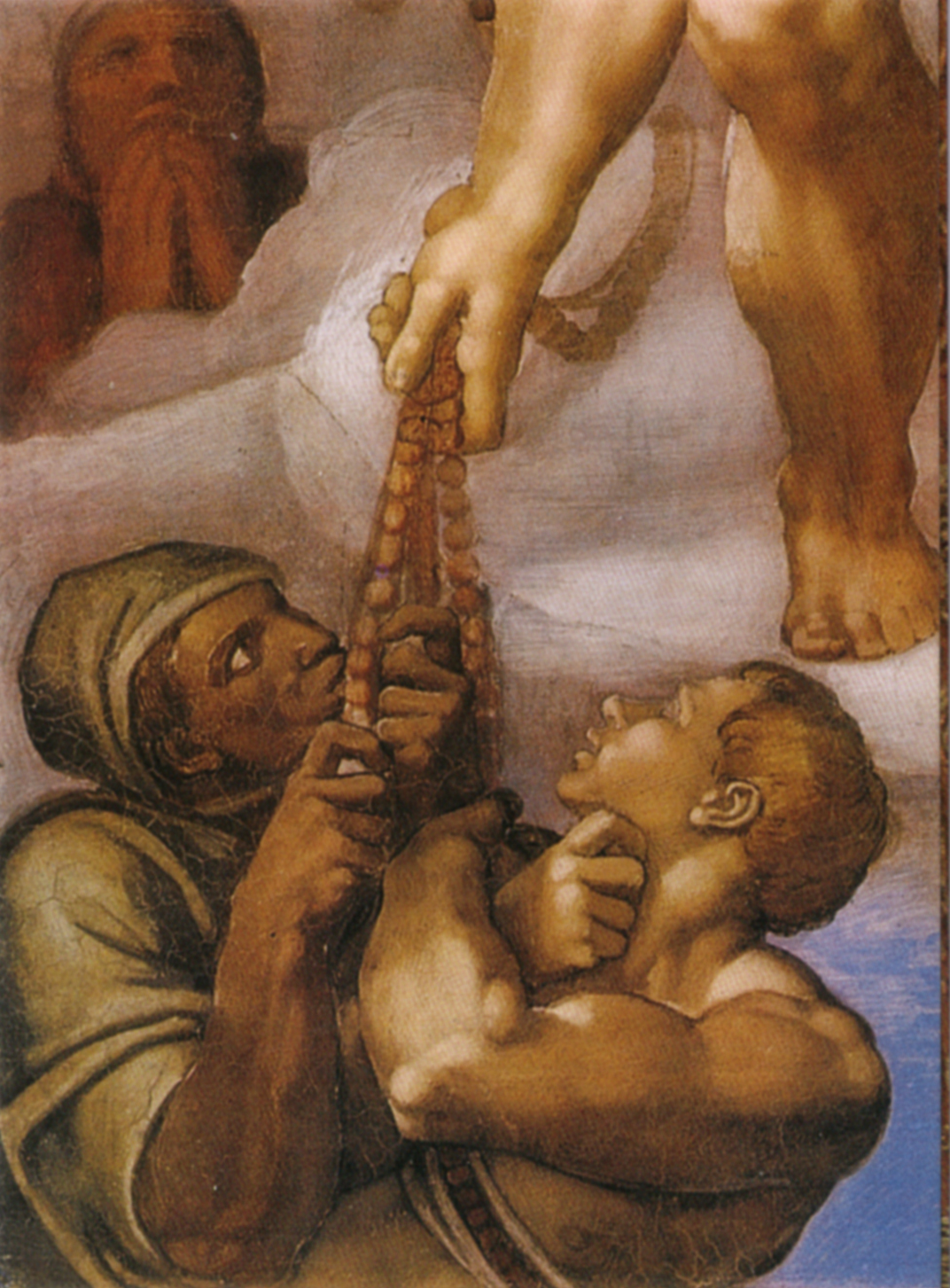
Detalhe

### Centro
Disposto em forma circular, oito anjos anunciam o Fim dos Tempos, despertando os mortos com suas trombetas. Aqui Michelangelo abandona a representação tradicional dos anjos trombeteiros concebida através do versículo de Mateus 24: 31 , ou até mesmo a descrita em Apocalipse 8: 2,3. No entanto, em relação aos  anjos restantes, o artista se mantém fiel ao que é escrito em Apocalipse 8: 2,3, visto que carregam dois livros, um pequeno dirigido aos abençoados, outro, tão grande e pesado que são necessários dois anjos para carregá-lo, endereçado aos sentenciados.

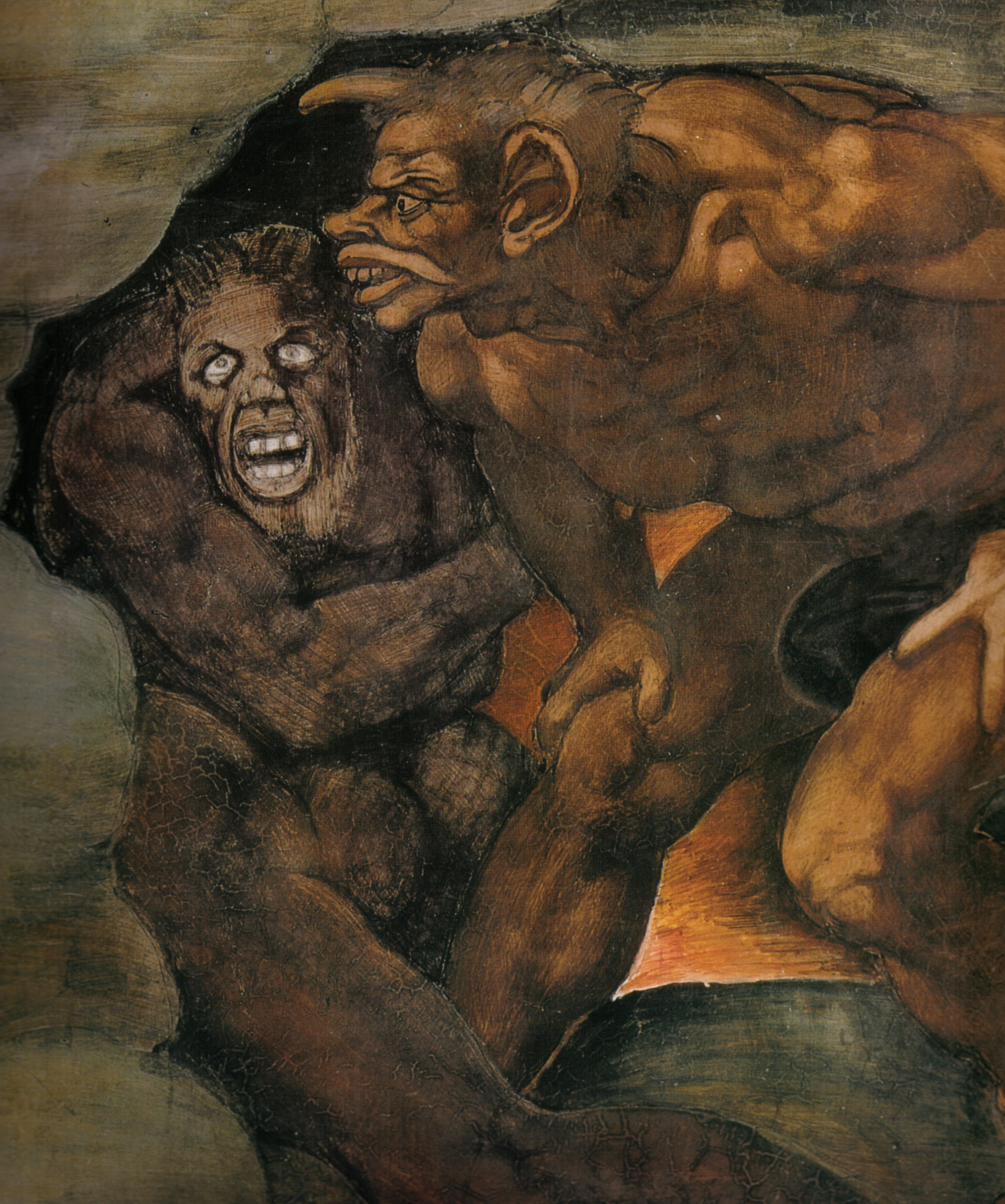
Caverna infernal, detalhe

Na borda inferior da pintura, embaixo dos anjos, é possível observar uma gruta, aparentemente, a entrada do inferno, iluminada por fogo e repleta de seres demoníacos e daqueles que foram sentenciados ao purgatório.

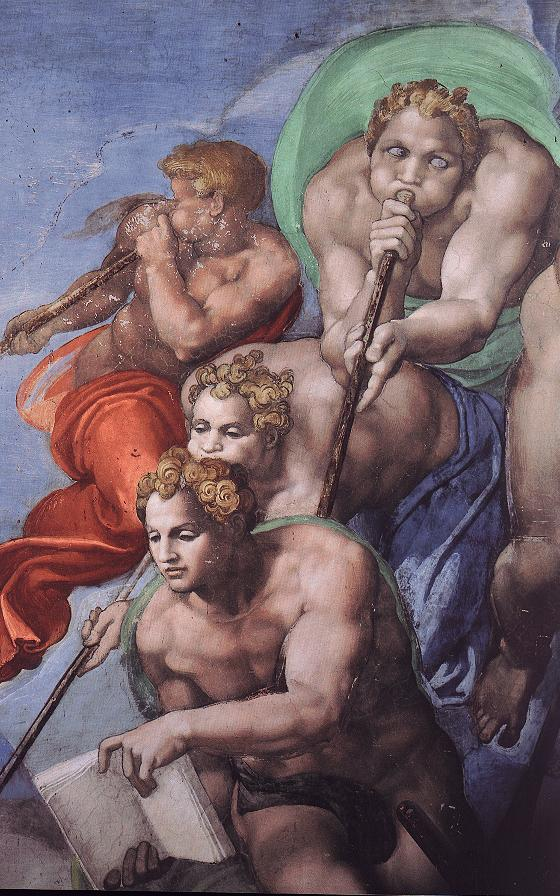
Detalhe
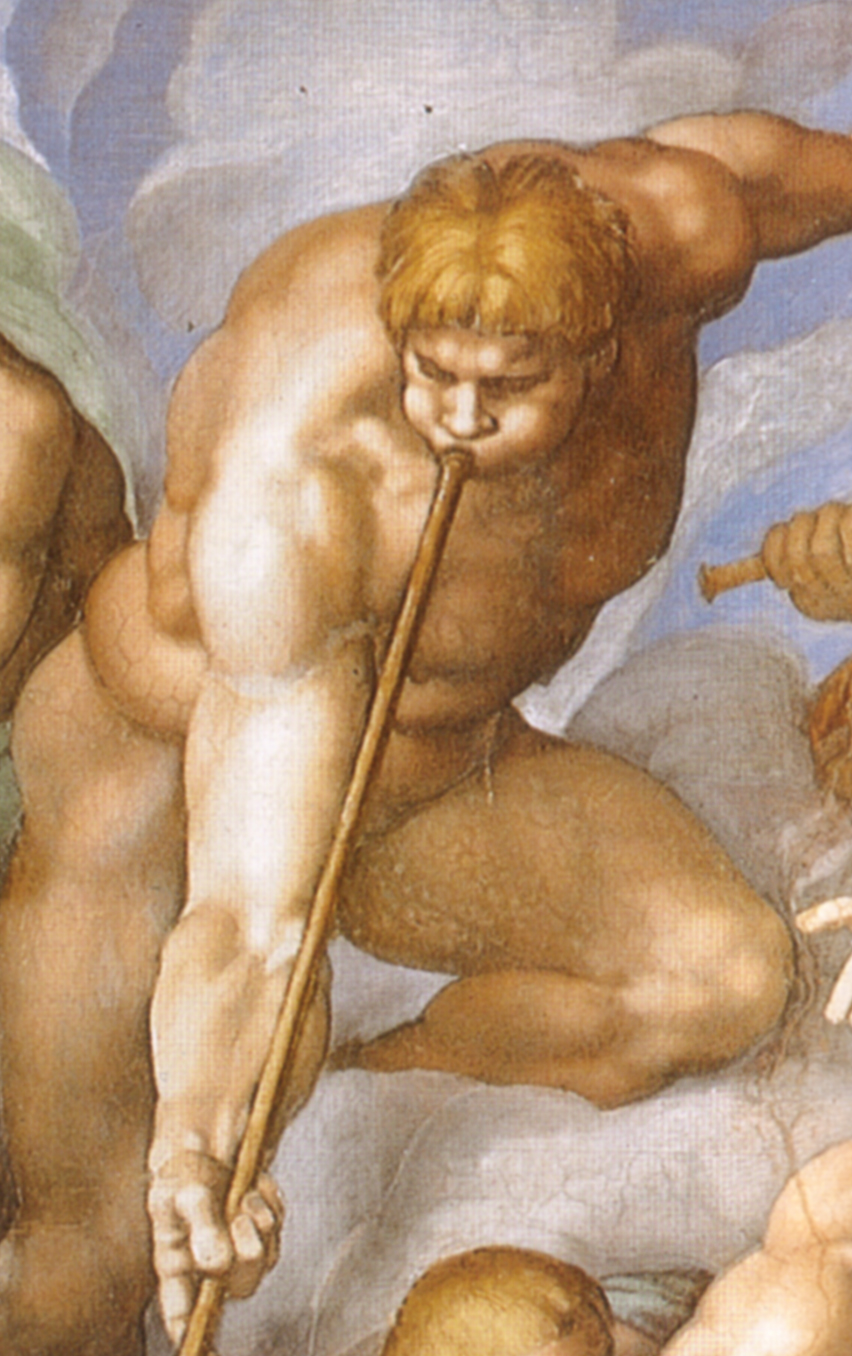
Detalhe

### Direita

#### Decadência dos condenados[20]

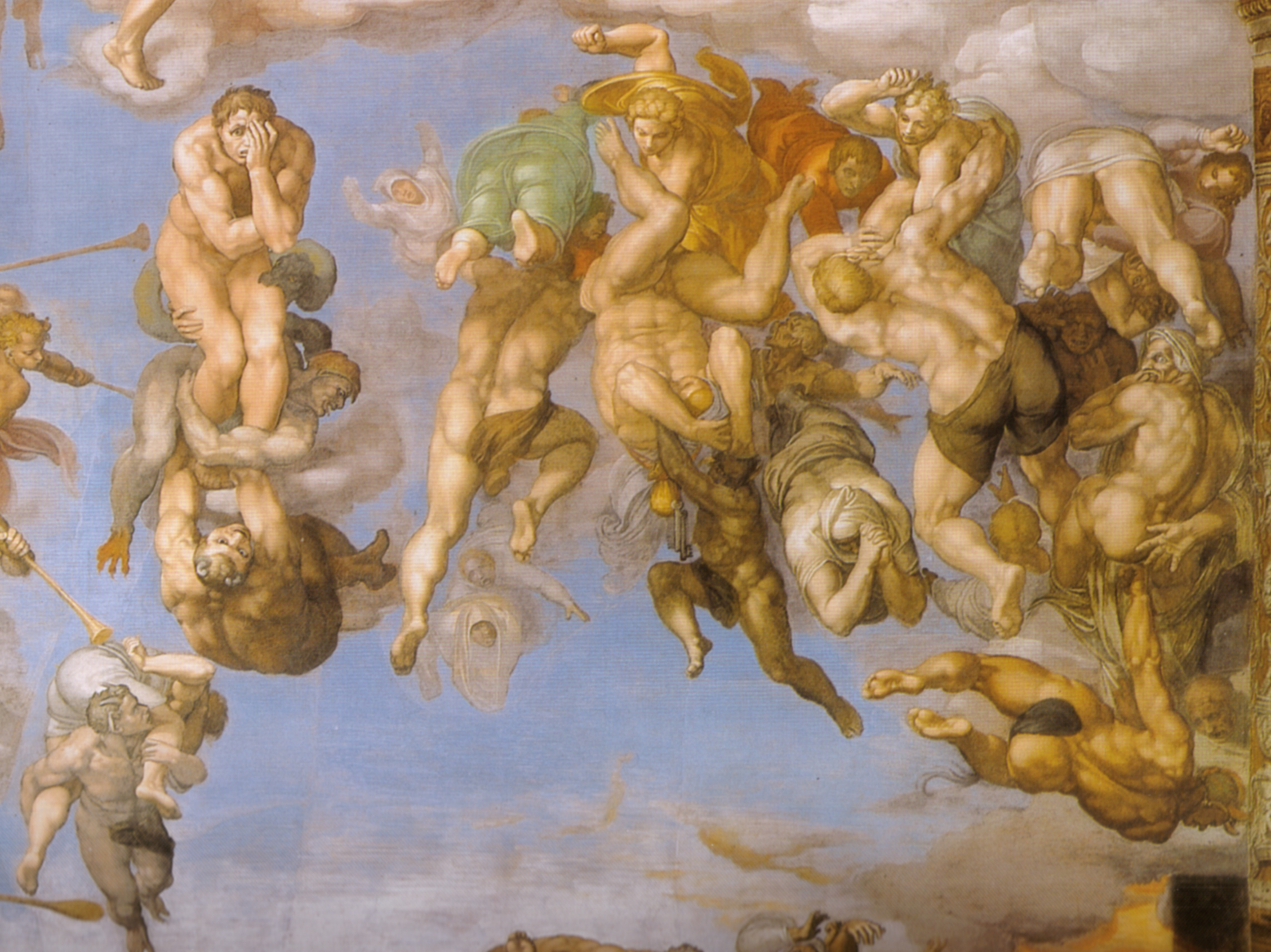
Descida das almas

À direita, a cena é composta por um fervilhão de vinte e seis figuras marcado pelo confronto das almas que desobedecem à ordem divina, com os anjos e demônios, que trabalham de forma conjunta, almejando o mesmo objetivo: impedi-las de içar aos céus. Enquanto outras se mostram omissas ou simplesmente incrédulas aos acontecimentos que os cercam se destacando a figura isolada à esquerda, uma alma desesperada ao ser puxada por bestas ao mesmo tempo que uma cobra monstruosa o morde. Acredita-se que Buonarotti representou os sete pecados capitais neste grupo, no entanto, além do homem à direita levado pelos testículos, que representaria a Luxúria, ou do homem ao centro, de cabeça para baixo, que representaria a Avareza, carregando um saco de moedas e duas chaves em seu manto, não parece ser  possível distinguir os outros cinco dentro da composição.

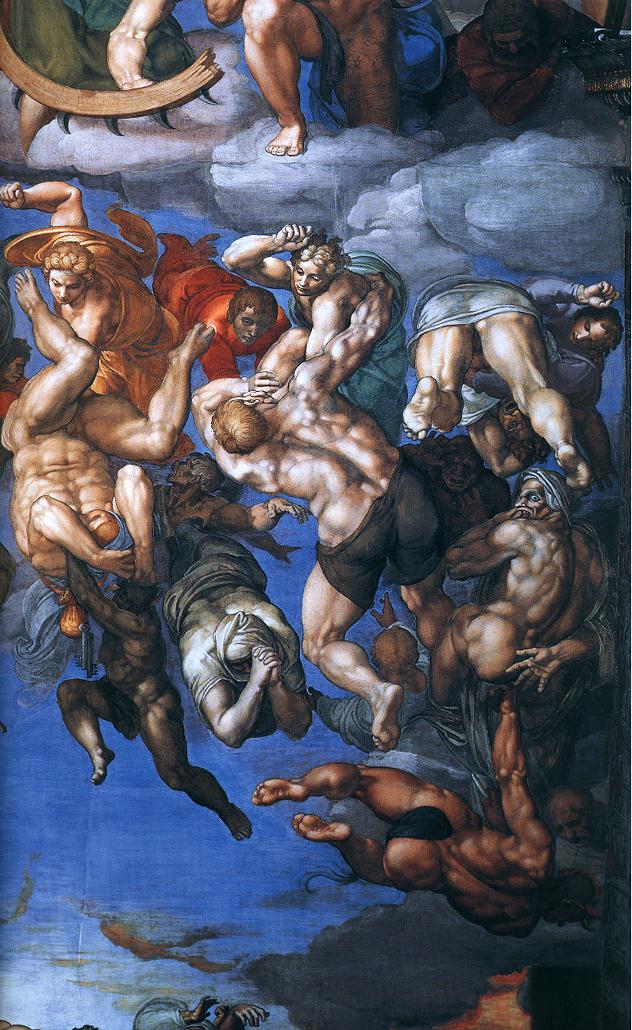
Detalhe
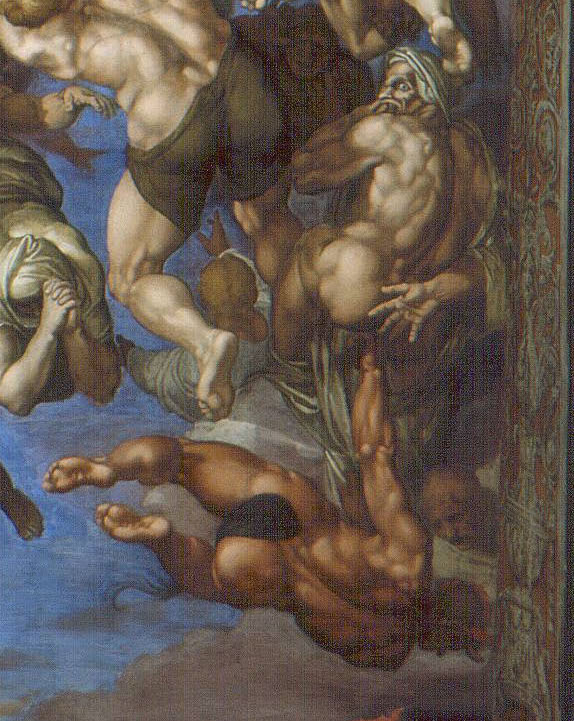
Detalhe
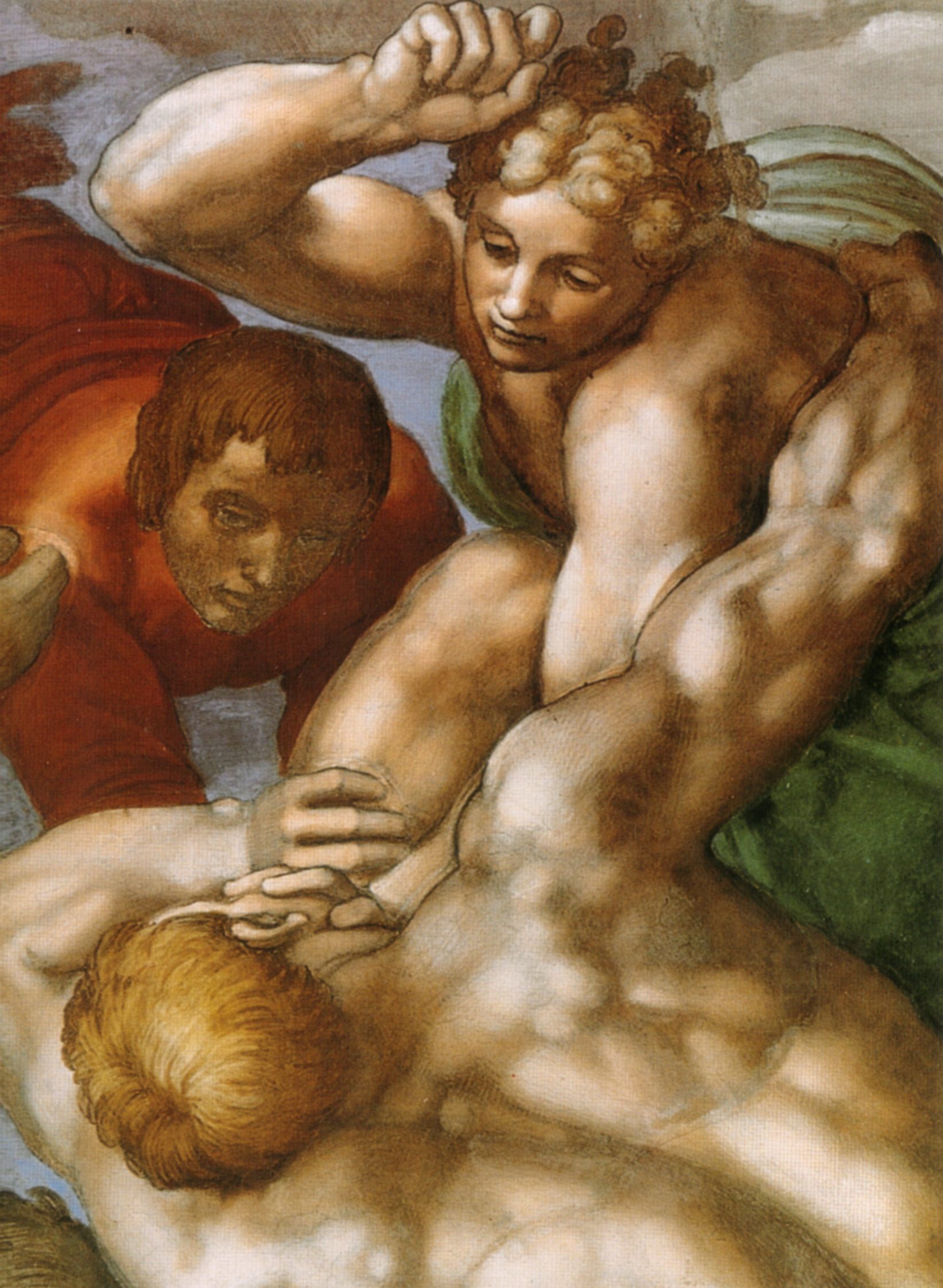
Detalhe
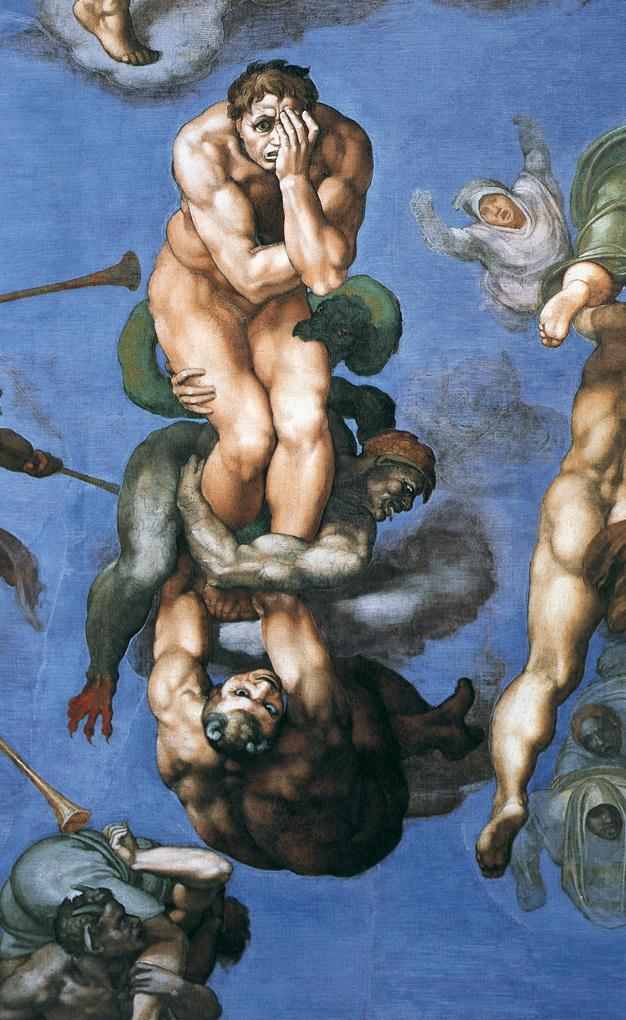
Detalhe

#### Decadência dos condenados

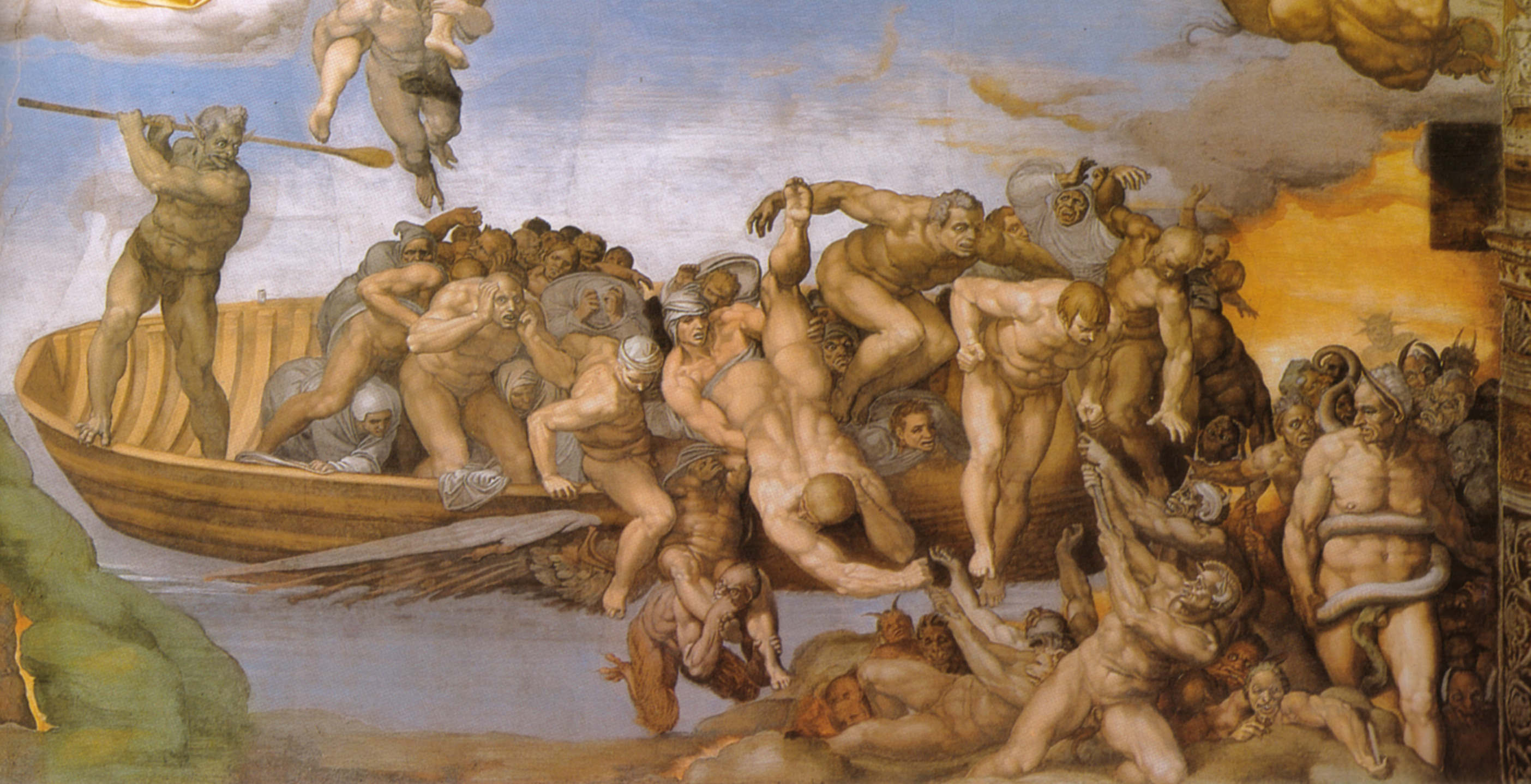
Translado das almas, detalhe

#### Condenação do mortos
Na parte final da composição do afresco,  as almas danadas são transportadas por Caronte que junto dos demônios, as expulsa de seu barco causando uma agitação desesperadora aos espíritos, que se apavoram com a prospectiva da punição eterna, canalizada na figura de Minos na extrema direita.

A inclusão das duas figuras foi considerada uma afronta à Igreja Católica. Entretanto, apesar da grande similaridade com a figura pagã integrante do Inferno de Dante, a representação sistina diverge dos personagens, principalmente Minos, dado que a serpente que circunda seu corpo e morde seu pênis e as orelhas de asno, não são características naturais da criatura, sendo, respectivamente, uma possível analogia para busca de gratificação sexual e a ignorância frente à onipotência e à onisciência de Deus. Ambas as simbologias e a escolha da inserção de duas figuras heréticas, representam a intenção de Michelangelo em representar as duas figuras como demônios na tradição cristã.

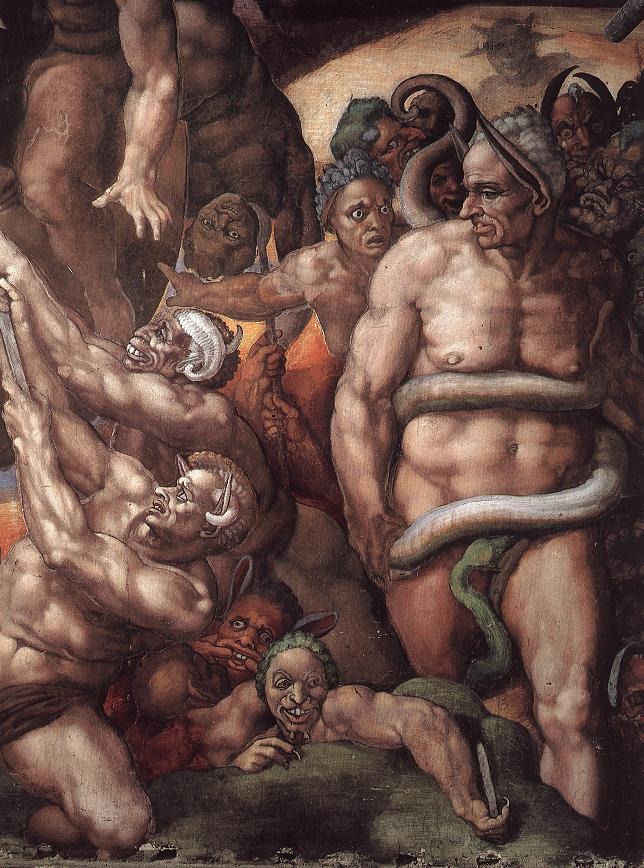
Minos, detalhe
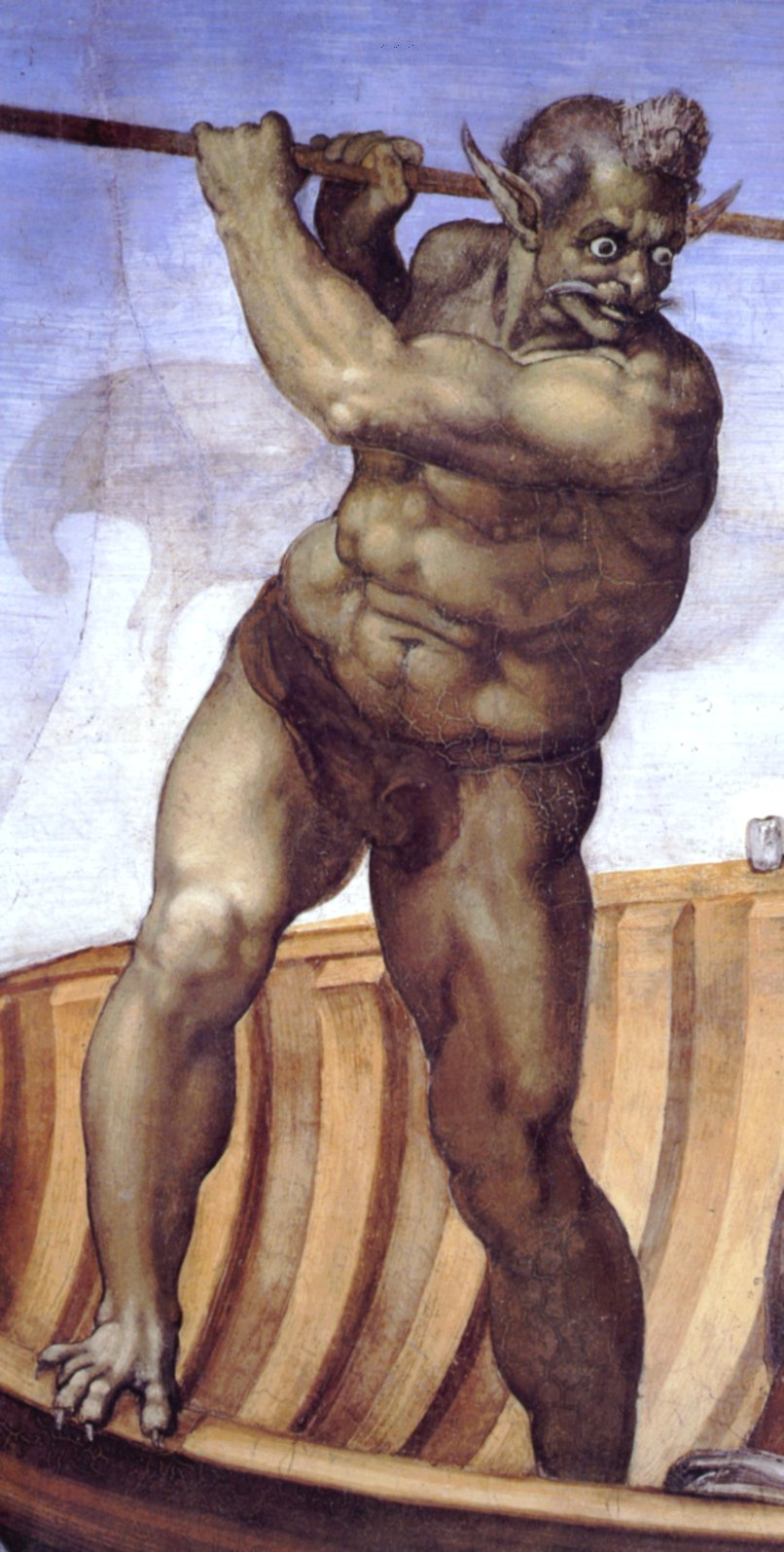
Caronte, detalhe

## Censuras

### Nudez
Vinte dias após sua revelação, o afresco já havia sido censurado pelos cardeais da Cúria romana. Tendo em vista os conflitos entre catolicismo e protestantismo, muitos se preocupavam com o efeito que a obra teria sobre o embate, podendo até mesmo servir de munição para os protestantes em suas críticas à fé e à instituição católica.
A polêmica ao redor da pintura deve-se a diversos fatores, tais como os nus que, apesar de quase sempre estarem presentes nas representações da mesma temática, não são comumente retratados de forma tão efusiva e, principalmente, no coração do Estado Papal, a Capela Sistina. Fundamentado nisso, Aretino ressalta que tais ultrajantes figuras, seriam mais compatíveis com as paredes de uma casa de banho do que as “fachadas de um coro supremo”.
A contradição se inicia nas diferentes concepções que o artista e os cardeais possuíam em relação à nudez. Por  um lado, Michelangelo, formado em ambiente humanista, “considera o homem ainda como centro da Criação; para ele, o corpo humano é exemplo perfeito da manifestação divina- sua nudez é a expressão mais completa da nuditas virtualis." (QUIRICO, 2003 .p113). Por outro, seus críticos acreditavam que a nudez deveria ser abominada, especialmente no contexto da contrarreforma que buscava restaurar a reputação da Igreja.

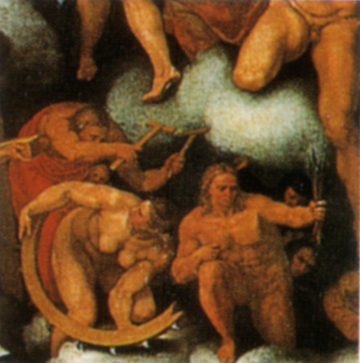
Juizo final cópia do Sistino. São Brás e Santa Catarina, detalhe

Um ano após a morte de Michelangelo, o Concílio de Trento mandou Daniele da Volterra cobrir as partes indecorosas, ganhando o apelido de Il Braghetonne, "o fabricante de calças". Como grande admirador do artista florentino, sua intervenção foi discreta, se encarregou de cobrir a nudez de algumas figuras com pequenos pedaços de pano, onde têmpera foi usado para pintar os véus, exceto para as figuras de São Brás Santa Catarina de Alexandria que foi repintado usando afresco. Contudo, graças à Venusti, por encomenda do Cardeal Farnese, há uma cópia da pintura antes de suas mutilações em 1549, que nos mostra como as figuras eram originalmente, a posição São Brás de pé, debruçado sobre a Santa nua que o olha com desconfiança parece simular um ato sexual, foram consideradas impróprias pela Igreja.

### Cristo-Apolo[31]
Outro alvo de rechaças foi a imagem de Cristo sem barba, além do próprio retrato nu, reformistas católicos viam na figura de Cristo uma alusão pagã à Apolo, o cabelo, principalmente os remeteram ao penteado característico da estatuária helenística. Contudo, Buonarotti, fortemente influenciado pela arte greco-romana, provavelmente buscava ressaltar a dignidade de Jesus através dos modelos clássicos gregos, expondo uma vez mais sua formação humanista.Todavia, embora menos usual, o artista utilizou de um símbolo que remonta uma prática comum dos primórdios do cristianismo, a de usufruir das imagens e atributos dados à figuras pagãs em busca de congregar novos fieis:”ao reconhecer na figura de Cristo a imagem do próprio deus a quem prestava culto antes de sua adesão à sua nova fé, o recém-convertido aceitava melhor a nova religião.” (QUIRICO, 2003. P150)

## Restauros
Após a morte Daniele da Volterra,  Girlamo da Fano e Domenico Carnevali foram comissionados para cobrir as imoralidade restantes das figuras, ao total, foram feitas mais de quarenta intervenções sobre a tela. No entanto as ameaças de destruição do Julgamento não cessaram, mais diversas censuras foram executadas na obra e somente em 1994, após quatorze anos de restauração, que as calças tardias foram removidas, deixando apenas as do Século XVI, consideradas documento histórico dos conflitos religiosos entre católicos e protestantes.